# Pandemia di COVID-19 sulle navi da crociera
La pandemia di COVID-19 si è diffusa su numerose navi da crociera, con la natura di tali navi, che comprendono aree affollate, una maggiore esposizione a nuovi ambienti e risorse mediche limitate, che ha contribuito alla rapida diffusione della malattia.
La Diamond Princess, registrata in Gran Bretagna, è stata la prima nave da crociera ad avere un grave focolaio a bordo, la nave è stata messa in quarantena a Yokohama dal 4 febbraio 2020 per circa un mese. Oltre 700 persone sono state infettate e 12 persone sono morte. All'epoca, la nave rappresentava oltre la metà dei casi segnalati di SARS-CoV-2 al di fuori della Cina continentale
I governi e i porti hanno risposto impedendo l'attracco di molte navi da crociera e consigliando alle persone di evitare di viaggiare su navi da crociera. Allo stesso modo, molte compagnie di crociera hanno sospeso le loro operazioni per mitigare la diffusione della pandemia.
A partire dal 2 maggio 2020, oltre 40 navi da crociera hanno confermato casi positivi di coronavirus a bordo e una nave da crociera rimane in mare con passeggeri a bordo: l'Artania, con 8 passeggeri che dovrebbero sbarcare a Bremerhaven, in Germania, verso l'8 giugno 2020. Inoltre, molti membri dell'equipaggio rimangono sulle navi da crociera, molti dei quali non possono essere rimpatriati perché le linee di crociera rifiutano di coprire i costi per farlo. Le condizioni per i dipendenti a bordo sono molto stressanti. Sono stati riportati diversi casi di suicidio.

## Tabella riassuntiva
| Nave                  | Pass. | Equ.   | Persone | Test       | Casi                     | Morti                                                      | Data            | Località            | Località  | Operatore          |
| Nave                  | Pass. | Equ.   | Persone | Test       | Casi                     | Morti                                                      | Data            | Porto               | Paese     | Operatore          |
| --------------------- | ----- | ------ | ------- | ---------- | ------------------------ | ---------------------------------------------------------- | --------------- | ------------------- | --------- | ------------------ |
| World Dream           | 1871  | 1820   | 3691    |            | 7+5                      | 0                                                          | 5 febbraio      | Kai Tak Cruise      | Cina      | Dream Cruises      |
| Diamond Princess      | 2666  | 1045   | 3711    | 3618       | 712                      | 14                                                         | 4 febbraio      | Yokohama            | Giappone  | Princess Cruises   |
| MS Westerdam          | 781   | 747    | 1528    |            | 1                        | 0                                                          | 13 febbraio     | Sihanoukville       | Cambogia  | Holland America    |
| Grand Princess        | 2422  | 1111   | 3533    | 1103       | 122                      | 7                                                          | 9 marzo         | Porto di Oakland    | USA       | Princess Cruises   |
| MS River Anuket       | 101   | 70     | 171     |            | 45                       |                                                            | 7 marzo         | Luxor               | Egitto    | Extension Group    |
| Voyager of the Seas   |       |        |         | 7 marzo    | Porto di Jackson         | Australia                                                  | Royal Caribbean |                     |           |                    |
| Costa Magica          | 2309  | 945±15 |         |            | 2                        |                                                            |                 | Miami               | USA       | Costa Cruises      |
| MS Braemar            | 682   | 38     | 1063    |            | 5                        |                                                            | 17 marzo        | Porto di Mariel     | Cuba      | FOCL               |
| Costa Luminosa        | 1370  | 410    | 1780    |            | 36                       | 3                                                          | 19 marzo        | Marseille-Fos Port  | Francia   | Costa Cruises      |
| Carnival Valor        |       |        |         |            | 1                        |                                                            | 15 marzo        | Gulfport            | USA       |                    |
| Silver Explorer       | 111   | 120    | 231     |            |                          |                                                            | 14 marzo        | Castro              | Cile      | Silversea Cruises  |
| Silver Shadow         | 318   | 291    | 609     |            | 2                        | 1                                                          | 12 marzo        | Recife Port         | Brasile   | Silversea Cruises  |
| Norwegian Bliss       |       |        |         |            | 1                        |                                                            |                 |                     |           | NCL                |
| Norwegian Breakaway   |       |        |         |            | 3                        | 1                                                          | 14 marzo        | Port Canaveral      | USA       | NCL                |
| Celebrity Solstice    |       |        |         |            | 20                       | 1                                                          | sconosciuta     | Porto di Jackson    | Australia | Celebrity Cruises  |
| Ruby Princess         | ~2700 | 1100   |         |            | ≥852                     | 22                                                         | 19 marzo        | Porto di Jackson    | Australia | Princess Cruises   |
| MSC Bellissima        |       |        |         |            | 6                        |                                                            |                 |                     |           |                    |
| Ovation of the Seas   | ~3000 |        |         |            | 79                       | 1                                                          | 18 marzo        | Porto di Jackson    | Australia | Royal Caribbean    |
| Voyager of the Seas   |       |        |         |            | 39                       | 2 - 2020.04.13: A 79-year-old man from Kāpiti, New Zealand | 18 marzo        | Porto di Jackson    | Australia | Royal Caribbean    |
| Costa Victoria        | 726   |        |         |            |                          | 1                                                          | 25 marzo        | Civitavecchia       | Italia    | Costa Cruises      |
| Marella Explorer 2    |       |        |         |            |                          | 1                                                          | sconosciuta     | Bridgetown          | Barbados  | Marella Cruises    |
| Marella Explorer 2    |       |        |         | 2020.03.30 | Progreso                 | 1                                                          | Messico         |                     |           | Marella Cruises    |
| Artania 2             | 800   | 500    | 1300    |            | 89                       | 4                                                          | 27 marzo        | Fremantle Harbour   | Australia | Phoenix Reisen     |
| Artania 2             | 8     | 403    | 411     | 24 aprile  | 89                       | 4                                                          | Jakarta         | Indonesia           |           | Phoenix Reisen     |
| Carnival Freedom      | 0     |        |         |            | 1                        |                                                            | sconosciuta     | Gulfport            | USA       |                    |
| Celebrity Apex        | 0     | 1407   | 1407    | 1444       | 224                      |                                                            | sconosciuta     | C. de l'Atlantique  | Francia   | C. de l'Atlantique |
| Celebrity Infinity    |       |        |         |            | 2                        |                                                            | sconosciuta     | Tampa               | USA       |                    |
| Costa Favolosa        |       | 1009   |         |            | 13                       | 1                                                          |                 | Miami               | USA       | Costa Cruises      |
| MSC Splendida         |       |        |         |            | 1                        |                                                            |                 |                     |           |                    |
| Sun Princess          |       |        |         |            | 1                        |                                                            |                 |                     |           |                    |
| MS Zaandam 2          | 1243  | 586    | 1829    |            | 11                       | 4                                                          | 2/3 April       | Porto di Everglades | USA       | Holland America    |
| Horizon 2             |       | ~250   |         | all        | ~125                     |                                                            | sconosciuta     | Porto di Rashid     | UAE       | Pullmantur Cruises |
| Oasis of the Seas     | 0     |        |         |            | 14                       | 3                                                          | sconosciuta     | PortMiami           | USA       | Royal Caribbean    |
| Liberty of the Seas   |       | ~1250  |         |            | 2                        |                                                            | sconosciuta     | Porto di Galveston  | USA       |                    |
| Majesty of the Seas   |       |        |         |            | ≥1                       |                                                            |                 |                     |           |                    |
| MS Riviera 2          |       |        |         |            | ≥1                       |                                                            |                 |                     |           |                    |
| Coral Princess        | 1020  | 878    | 1898    |            | 12                       | 3                                                          | 4 aprile        | PortMiami           | USA       | Princess Cruises   |
| Disney Wonder         |       |        |         |            | ~200                     |                                                            | sconosciuta     | Porto di San Diego  | USA       | Disney Cruise Line |
| Greg Mortimer         |       |        | 217     | all        | 128                      | 1                                                          | 10 aprile       | Montevideo          | Uruguay   | Aurora Expeditions |
| Pride of America      | 0     | ~500   | ~500    |            | 7                        |                                                            | sconosciuta     | Honolulu            | USA       | NCL                |
| Symphony of the Seas  | 0     |        |         |            | 31                       | 1                                                          | 15 marzo        | PortMiami           | USA       |                    |
| Celebrity Eclipse     | 2500  |        |         |            | {{name="eclipse.stats"}} | 2                                                          | 30 marzo        | Porto di San Diego  | USA       | Celebrity Cruises  |
| MS Black Watch 1971   | 0     |        |         |            | 8                        |                                                            |                 | Rosyth              | UK        | FOCL               |
| Celebrity Flora       | 0     |        |         | 69         | 48                       |                                                            | sconosciuta     | Baltra Island       | Ecuador   |                    |
| Costa Fascinosa       |       | 764    |         |            | 43                       | 3                                                          | sconosciuta     | Santos              | Brasile   |                    |
| MS Monarch 2          |       |        |         |            | ≥1                       | 1                                                          |                 |                     |           |                    |
| Costa Atlantica       | 0     | 623    | 623     | ~50%       | 148                      |                                                            | sconosciuta     | Giappone            |           |                    |
| MSC Armonia           |       |        |         |            | ≥1                       |                                                            |                 |                     |           |                    |
| MSC Seaview           | 0     | 615    | 615     |            | 86                       |                                                            |                 | Porto di Santos     | Brasile   |                    |
| Mein Schiff 3         | 0     | 2899   | 2899    | all        | 9                        |                                                            |                 | Cuxhaven            | Germania  | TUI Cruises        |
| MSC Preziosa          |       |        |         |            | 2                        |                                                            |                 |                     |           | MSC Cruises        |
| Seven Seas Navigator  | 0     | ~450   | ~450    | 2          | 2                        |                                                            | 21 maggio 2020  | Porto di Barcelona  | Spagna    |                    |
| Adventure of the Seas | 0     | ≥1345  | ≥1345   |            | 19                       |                                                            | nessuna         | Falmouth, Giamaica  | Giamaica  |                    |

## Diamond Princess

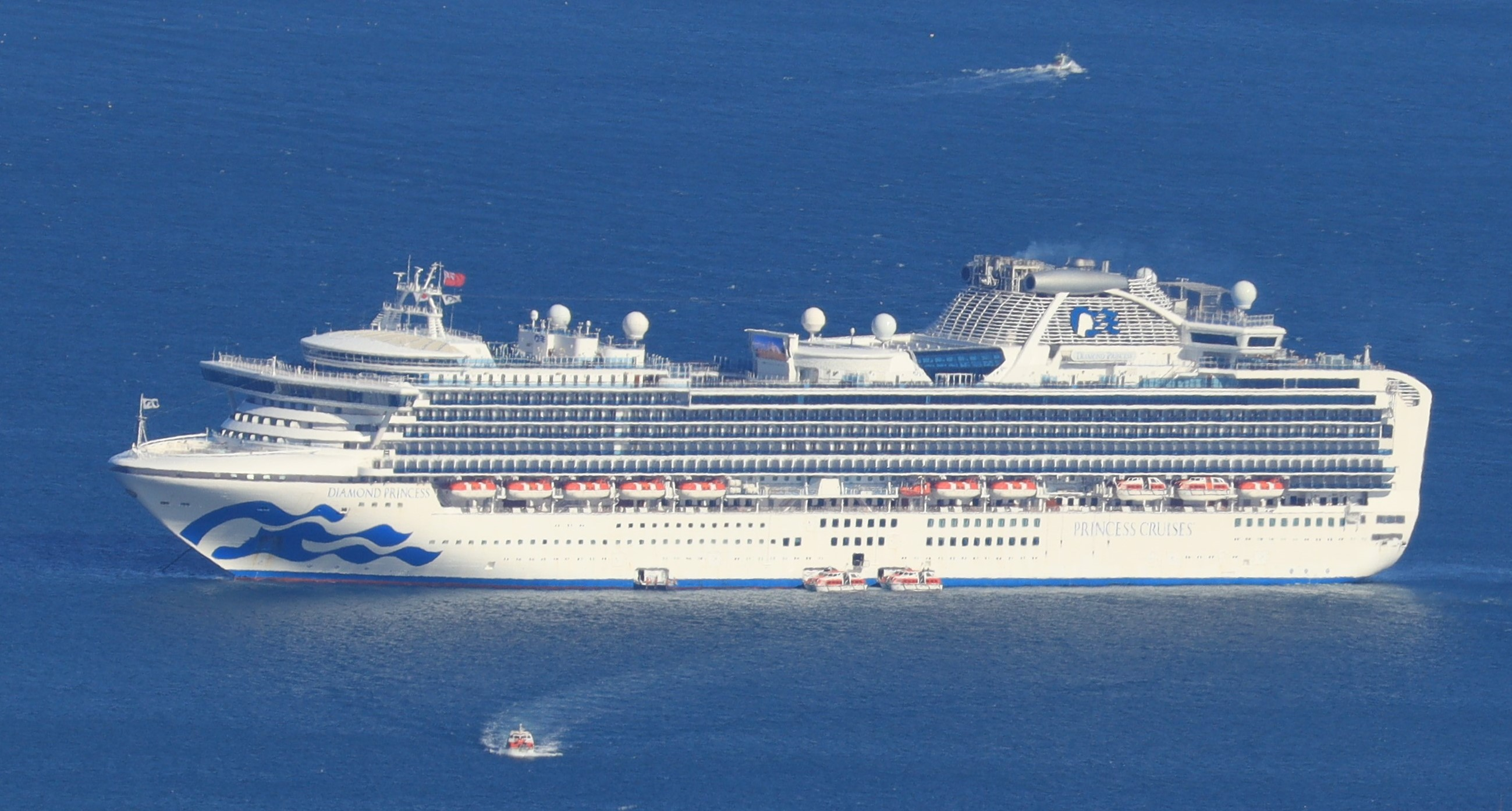
Immagine della nave

Il 4 febbraio 2020, il Ministero della salute, del lavoro e del welfare del Giappone ha annunciato che la Diamond Princess, che era attraccata a Yokohama il giorno precedente, era stata messa in quarantena in mare con 10 casi positivi a bordo.
La Diamond Princess era originariamente partita da Yokohama il 20 gennaio 2020 per una crociera di andata e ritorno. Il 20 febbraio 2020, l'Organizzazione mondiale della sanità dichiarò che la nave rappresentava più della metà delle infezioni segnalate in tutto il mondo fuori dalla Cina.

## World Dream

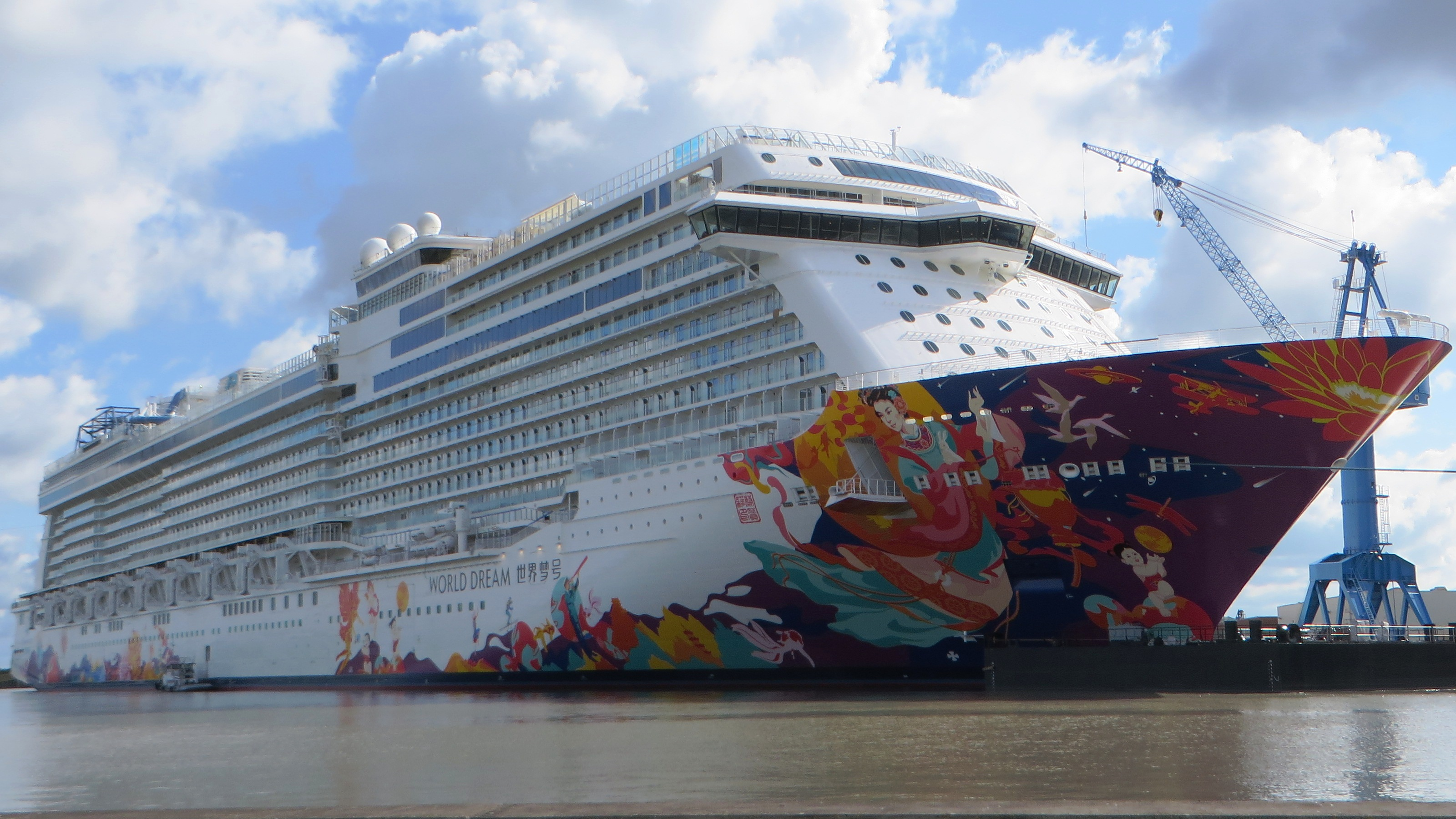
Immagine della nave

La nave da crociera World Dream (registrata alle Bahamas, gestita da Dream Cruises) era in viaggio dal porto di Nansha doveva percorrere diverse tappe sino ad arrivare in Vietnam, durante il 19-24 gennaio 2020 con 6.903 persone a bordo di cui 108 dell'Hubei, di cui 28 di Wuhan.
Il 24 gennaio 2020 la nave è tornata al porto di Nansha. La dogana portuale ha effettuato un controllo della temperatura su tutti i passeggeri e l'equipaggio di sbarco, con 31 persone campionate e testate per il virus, compresi quelli che avevano la febbre durante la crociera e quelli che erano in stretto contatto con casi confermati prima di imbarcarsi per la crociera. Tutti i risultati del test sono stati negativi sebbene alcuni di essi siano stati successivamente confermati infetti.
Tra il 24 gennaio 2020 e il 2 febbraio 2020, la nave ha effettuato tre ulteriori crociere da Guangzhou o Hong Kong e una verso le Filippine, sebbene i passeggeri del viaggio non siano sbarcati a Manila a causa delle proteste dei residenti locali per paura del virus.
Casi confermati
Il 2 febbraio 2020 la nave è partita da Hong Kong per Taiwan con a bordo circa 3.800 persone. La stessa notte, la compagnia di crociera fu informata che c'erano stati casi confermati dagli ex passeggeri della nave. Il giorno successivo, il governo del Guangdong ha annunciato ufficialmente che tre ex passeggeri del viaggio in Vietnam erano stati confermati infettati dal nuovo coronavirus dopo essere sbarcati. A gli ex passeggeri della crociera in Cina fu detto di contattare l'autorità sanitaria locale e mettersi in quarantena.
Dall'11 febbraio 2020 sono stati confermati 12 casi associati alla crociera, tra cui 1 lavoratore a terra che aveva temporaneamente lavorato sulla nave e 4 parenti di passeggeri.
Quarantena e azioni preventive
Dopo l'annuncio ufficiale del governo del Guangdong di casi confermati tra ex passeggeri, il 4 febbraio 2020, Taiwan ha bloccato lo scalo della nave a Kaohsiung a causa delle preoccupazioni per il virus. Il 5 febbraio 2020, la World Dream tornò a Hong Kong e tutti i 3.800 passeggeri e l'equipaggio a bordo della nave furono messi in quarantena al terminal delle crociere di Kai Tak. La quarantena è stata revocata il 9 febbraio 2020 dopo che tutti i 1.800 membri dell'equipaggio erano risultati negativi al virus. La maggior parte dei passeggeri non è stata sottoposta a test poiché non aveva avuto contatti con i passeggeri cinesi infetti che erano stati a bordo della nave dal 19 al 24 gennaio.
Evacuazione dei membri dell'equipaggio
Dopo che tutti i passeggeri furono fatti sbarcare, la World Dream navigò in Malaysia. All'equipaggio non è stato permesso di lasciare la nave in diversi paesi, dopo che un passeggero sbarcato era risultato positivo al test. La nave finalmente si ancorò vicino all'isola di Bintan, in Indonesia. L'evacuazione di 188 membri dell'equipaggio dell'Indonesia dalla nave da crociera è stata eseguita da una nave dell'ospedale navale indonesiano e tutti sono risultati negativi per COVID-19. Il 28 febbraio 2020 furono messi in quarantena per 14 giorni nell'isolotto disabitato Sebaru Kecil, Thousand Islands, Jakarta.

## Westerdam

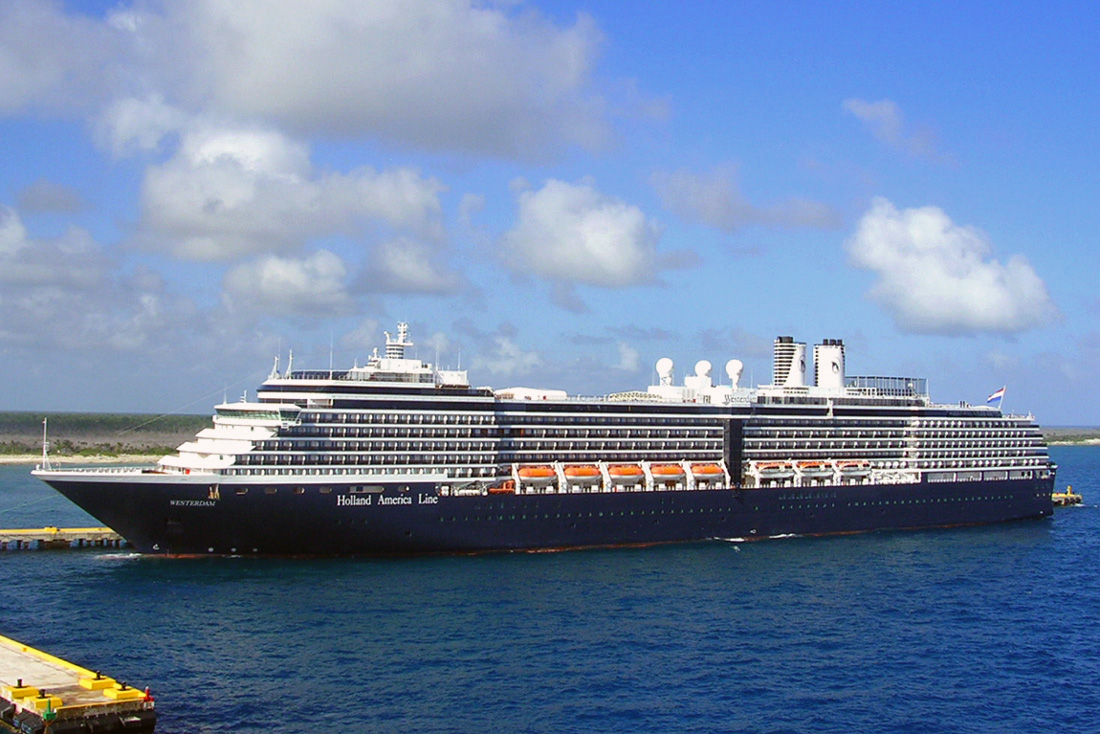
Immagine della nave

Nel febbraio 2020, la nave Holland America Line MS Westerdam, in partenza dopo uno scalo ad Hong Kong il 1º febbraio, non è stata autorizzata a fare scalo nelle Filippine, in Giappone e Guam per timori riguardo alle infezioni da coronavirus.
 Dopo aver inizialmente ricevuto l'approvazione il 10 febbraio per consentire ai passeggeri di sbarcare in Thailandia, mentre la nave si stava dirigendo verso il porto di Laem Chabang vicino a Bangkok, il giorno successivo è stato negato il permesso di attraccare. Tuttavia, la nave stava ancora mantenendo la rotta per Bangkok e verso le 10:30 dell'11 febbraio, la Westerdam navigò intorno alla punta meridionale del Vietnam. Secondo Flip Knibbe, un passeggero olandese sulla nave, tutti i passeggeri sono stati controllati per la seconda volta. Parlando con NOS l'11 febbraio, Knibbe ha dichiarato "Dit schip is virusvrij": "Questa nave è priva di virus". A differenza di Diamond Princess, quelli a bordo non erano in quarantena. Tutti potevano muoversi liberamente, negozi e ristoranti erano aperti e il programma di intrattenimento continuava.
Dopo il rifiuto della Westerdam in diversi punti di scalo, il 13 febbraio, alla nave fu permesso di attraccare a Sihanoukville, in Cambogia. A questo punto, solo i 20 passeggeri che hanno riferito di sentirsi male sono stati testati e tutti sono risultati negativi.
Il 15 febbraio, la Malaysia ha riferito che un cittadino americano di 83 anni che è sbarcato da Westerdam ed è volato in Malaysiail 14 febbraio si era rivelato positivo per SARS-CoV-2. In un secondo test, richiesto sia dalla Holland America Line che dalle autorità cambogiane, la donna si è nuovamente dimostrata positiva. Nonostante queste scoperte, il Primo Ministro cambogiano Hun Sen visitò la nave, scoraggiò l'uso delle maschere e incoraggiò i passeggeri a visitare la città, suscitando preoccupazioni per l'aggiunta di un altro discorso alla rete di contagio. Di conseguenza, ai passeggeri delle crociere è stato negato l'ingresso in Malaysia dalla Cambogia.
Il 22 febbraio, dopo un trattamento con farmaci antivirali che si pensava avessero un effetto contro il COVID-19, le condizioni mediche della donna migliorarono e fu giudicata negativa. I Centri statunitensi per il controllo e la prevenzione delle malattie (CDC) hanno inizialmente dichiarato che la donna non era mai stata infettata, ma ha ritirato la richiesta, chiarendo che il CDC non ha alcuna visibilità sul fatto che il test iniziale del la donna fosse positivo. A causa di diversi fattori, non è chiaro se questi risultati siano stati un falso negativo, o se il passeggero abbia eliminato il virus dal suo sistema dopo 72 ore di trattamento intensivo.

## Grand Princess

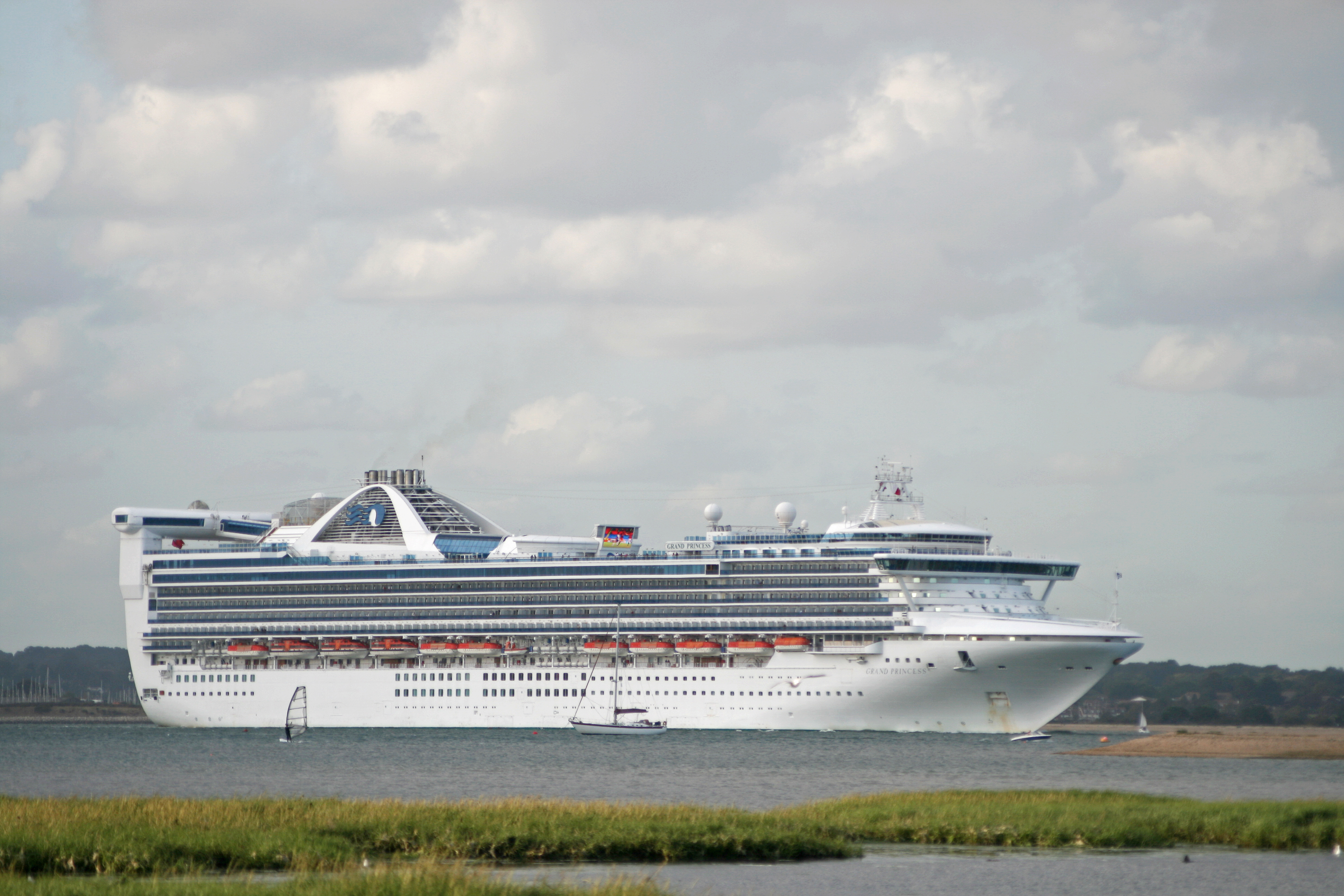
Immagine della nave

I funzionari della sanità pubblica della Contea di Placer, in California hanno comunicato che un anziano residente negli Usa morto il 4 marzo dopo essere tornato da una crociera sulla riviera messicana dall'11 al 21 febbraio era risultato positivo al test per SARS-CoV-2.
A seguito delle crescenti segnalazioni di ex passeggeri della Grand Princess risultati positivi, la Princess Cruises, il proprietario e l'operatore di Grand Princess, in collaborazione con il Centro per il controllo e la prevenzione delle malattie (CDC), il governo della California e funzionari della sanità pubblica a San Francisco, terminò il viaggio a Ensenada, in Messico, programmato per il 5 marzo e ordinò alla nave di tornare a San Francisco per timori riguardo a un potenziale di un focolaio a bordo. Alcuni passeggeri furono messi in quarantena nelle loro cabine di bordo il 4 marzo per ordine del CDC. Inoltre, delle 3533 persone a bordo della nave (2422 passeggeri e 1111 membri dell'equipaggio), 11 passeggeri e 10 membri dell'equipaggio presentavano potenziali sintomi, e il governo della California ha ordinato a Grand Princess di rimanere al largo.
Il 6 marzo, il vicepresidente americano Mike Pence ha annunciato che, dei 46 test condotti, 19 membri dell'equipaggio e 2 passeggeri erano risultati positivi, e ha aggiunto che la nave sarebbe stata portata in un porto non commerciale, con tutti i passeggeri a bordo e messa in quarantena, se necessario, mentre il presidente Trump, ignorando i pareri degli esperti, voleva che quelli a bordo della Grand Princess rimanessero sulla nave in modo da non essere conteggiati come casi americani, che altrimenti sarebbero "raddoppiati a causa di una nave non è stata colpa nostra ".
Il 9 marzo, la nave attraccò al porto di Oakland e i passeggeri iniziarono a sbarcare. Più di 3000 persone a bordo dovevano essere messe in quarantena, con passeggeri a terra e l'equipaggio a bordo.
Entro il 25 marzo 2020, il Dipartimento della salute e dei servizi umani (HHS) ha dichiarato che, dei 1.103 passeggeri che hanno scelto di essere testati, 103 sono risultati positivi, 699 negativi e i restanti risultati erano in sospeso.
Al 20 aprile 2020, né Princess Cruises, né il CDC, né l'HHS sembravano aver reso pubblici i risultati dei successivi test. Inoltre, alcuni passeggeri si sono lamentati di aspettare settimane senza ottenere i risultati dei test e alcuni passeggeri non sono stati affatto testati anche se hanno mostrato sintomi al momento dello sbarco, nonostante le precedenti affermazioni del vicepresidente Pence che tutti i passeggeri sarebbero stati testati.
La prima persona a morire in california dopo aver contratto il coronavirus all'epoca, così come in Alberta, Hawaii e Utah, erano tutti ex-passeggeri della Grand Princess.

## River Anuket

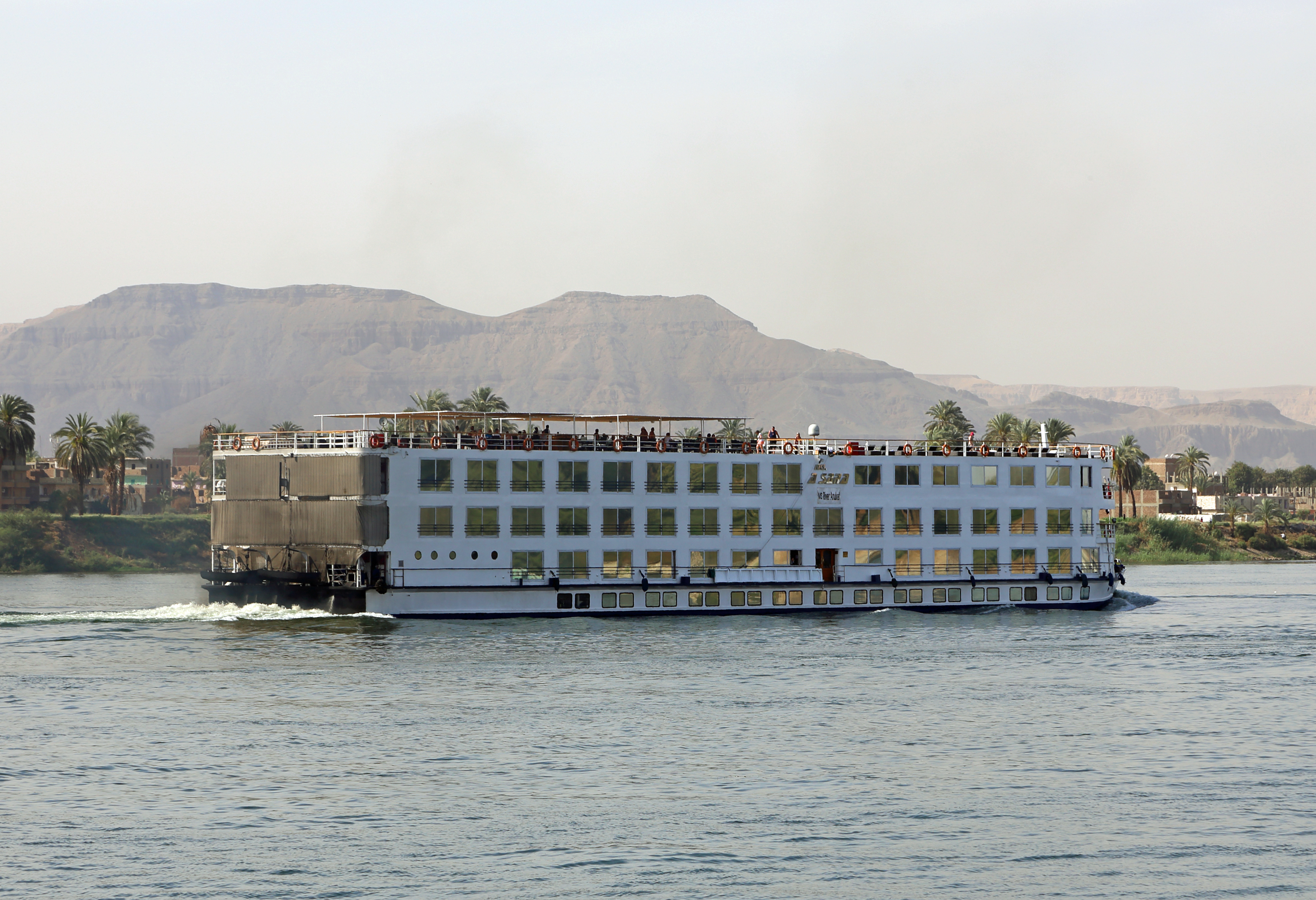
Immagine della nave

Un turista taiwanese-americano, che era stato un passeggero su una nave da crociera sul Nilo conosciuta come MS River Anuket o Asara, scoprì di essere positivo al test per SARS-CoV-2 dopo il suo ritorno a Taiwan. I funzionari dell'Organizzazione mondiale della sanità hanno informato le autorità egiziane della situazione e tutti i membri dell'equipaggio e 150 passeggeri a bordo della nave da crociera sono stati testati per SARS-CoV-2. Il 7 marzo 2020, le autorità sanitarie hanno annunciato che 45 persone a bordo erano risultate positive nonostante fossero asintomatiche e che la nave era stata messa in quarantena presso un molo di Luxor.

## Altre navi con casi confermati a bordo

### Costa Atlantica

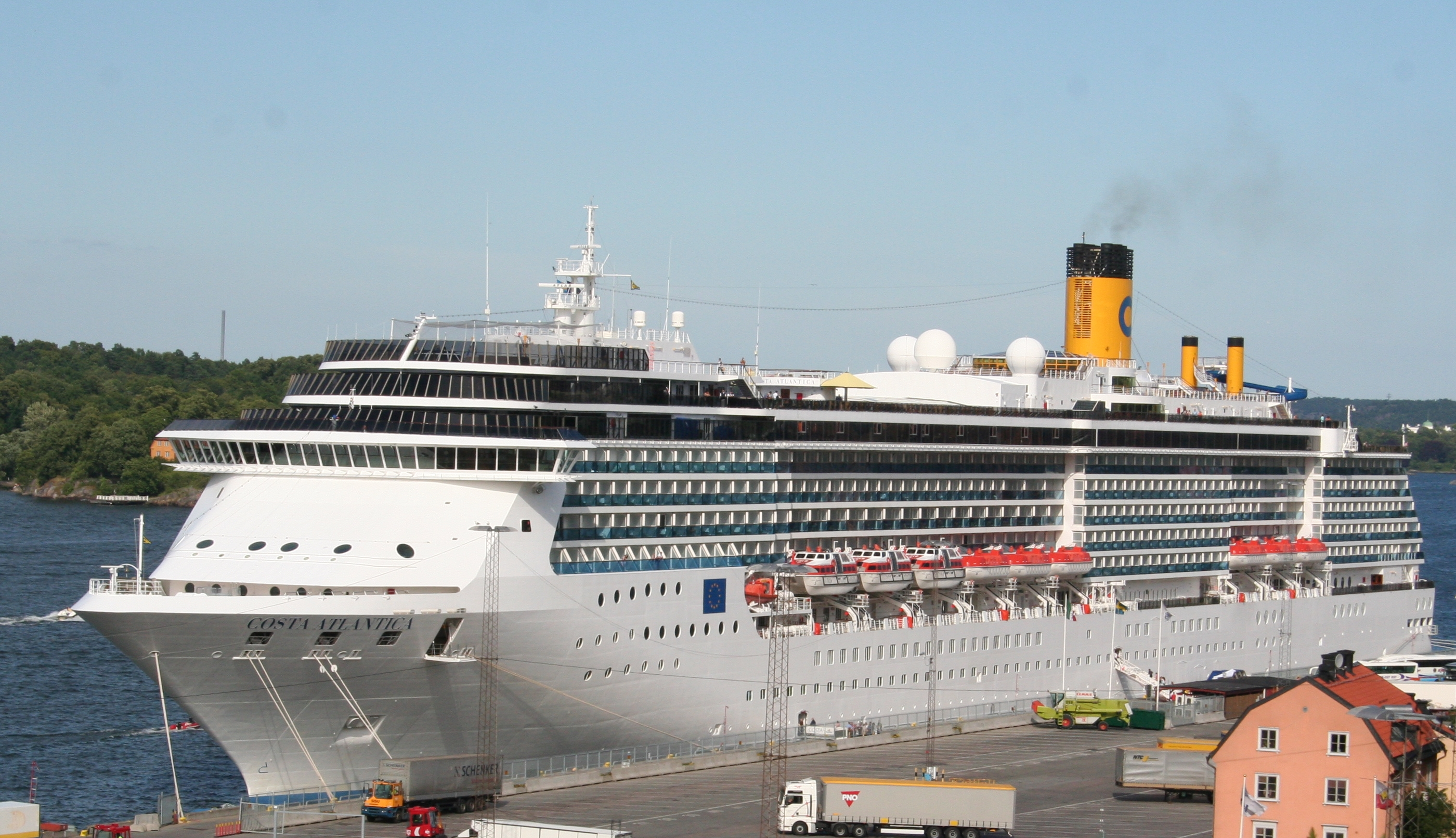
Immagine della nave

Il 20 aprile 2020, è stato segnalato un caso positivo a bordo della Costa Atlantica, attualmente attraccata alla fabbrica di Koyagi del cantiere navale Nagasaki di Mitsubishi Heavy Industries a Nagasaki, dove era in riparazione dal 20 febbraio al 25 marzo 2020. Un medico aveva raccolto campioni da quattro casi sospetti e condotto test PCR, con tre risultati negativi e uno positivo. Il caso positivo aveva sofferto di febbre a partire dal 14 aprile 2020. Circa 20 altri membri dell'equipaggio avevano iniziato a sviluppare febbri nella settimana precedente alla segnalazione del primo caso.
Costa Atlantica aveva 623 membri dell'equipaggio e nessun passeggero al momento della prima segnalazione del primo caso positivo. C'erano un totale di 56 membri dell'equipaggio che hanno avuto forti contatti con il caso positivo. Sono stati tutti messi in quarantena e sono stati pianificati test PCR per tutti.
Il 22 aprile 2020, i funzionari della prefettura hanno annunciato che, tra i 56 test supplementari condotti, altri 33 membri dell'equipaggio erano risultati positivi, portando il numero totale di casi positivi a 34. Gli altri 23 test sono risultati negativi. Il 23 aprile, è stato annunciato che 48 test in totale sono tornati positivi, di cui 14 casi positivi sono stati cuochi o persone che servono cibo. Il 24 aprile, i funzionari hanno dichiarato che 91 persone erano risultate positive, con un paziente ricoverato in ospedale. I funzionari hanno anche osservato che, sebbene la Costa Atlantica fosse stata messa in quarantena al suo arrivo in Giappone, alcuni membri dell'equipaggio erano partiti senza informare i funzionari.
Il 25 aprile, Television Nagasaki ha annunciato che erano stati scoperti 57 nuovi casi, portando il numero totale di casi positivi a 148.

### Zaandam e Rotterdam

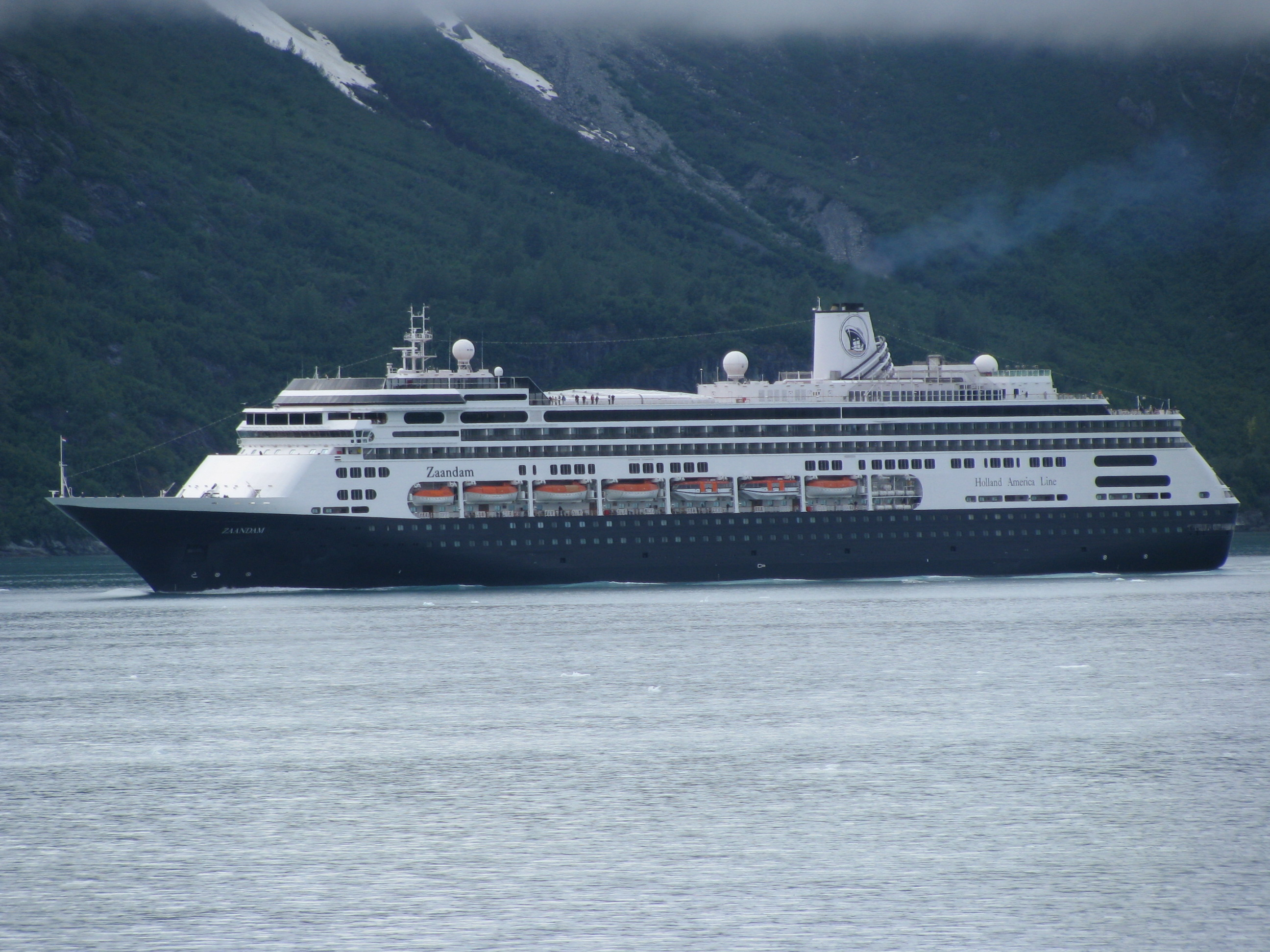
Immagine della Zaandam

La nave da crociera Holland America MS Zaandam è rimasta bloccata al largo delle coste del Cile dopo che le era stato negato l'ingresso nei porti dal 14 marzo. Delle 1.829 persone (1.243 passeggeri, 586 membri dell'equipaggio) a bordo, 13 passeggeri e 29 membri dell'equipaggio si ammalarono di "sintomi simil-influenzali". La nave salpò per Port Everglades, in Florida, sperando di attraccare il 30 marzo con un totale di 77 malati a bordo al 24 marzo. Quattro passeggeri morirono in attesa del permesso di transito sul Canale di Panama, mentre il numero di malati a bordo salì a 148. Due passeggeri sono risultatarono positivi al COVID-19. Tuttavia, il 27 marzo, alla nave fu negato il transito attraverso il Canale di Panama a causa del numero di malati a bordo. Il 28 marzo 2020, sia alla Zaandam che alla nave di accompagnamento la Rotterdam, fu data l'autorizzazione dal Dipartimento della Salute di Panama a transitare attraverso il Canale di Panama verso la loro destinazione in Florida. I passeggeri asintomatici e alcuni membri del personale medico sono stati trasferiti dalla Zaandam alla Rotterdam. 53 ospiti e 85 membri dell'equipaggio a bordo della Zaandam riportavano sintomi simil-influenzali. Al 31 marzo 2020, il numero di malati era salito a 193.
La Rotterdam seguì la Zaandam nel suo cammino verso la Florida. Un numero non dichiarato di passeggeri sulla Zaandam era stato trasferito su una seconda nave il 28 marzo 2020. A quel tempo, l'equipaggio della Zaandam comprendeva quattro medici e quattro infermieri, mentre quello della Rotterdam due medici e quattro infermieri.
Al 30 marzo 2020, la Holland America non aveva ancor ricevuto il permesso per l'attracco per nessuna delle navi a Port Everglades e a Fort Lauderdale come previsto. Secondo un rapporto dell'Associated Press, il sindaco della città, Dean Trantalis, "ha affermato che non voleva che la nave attraccasse vicino alla sua città, almeno senza ampie precauzioni". Anche il governatore della Florida esitò ad accettare la Zaandam a Fort Lauderdale perché lo stato era occupato di già ad affrontare la pandemia; al 31 marzo 2020 non era ancora stata presa una decisione. Il presidente di Holland America ha presentato una richiesta pubblica di accettazione della nave e ha espresso preoccupazione per il fatto che vari porti in diversi paesi fossero stati riluttanti a fornire provviste e forniture mediche.

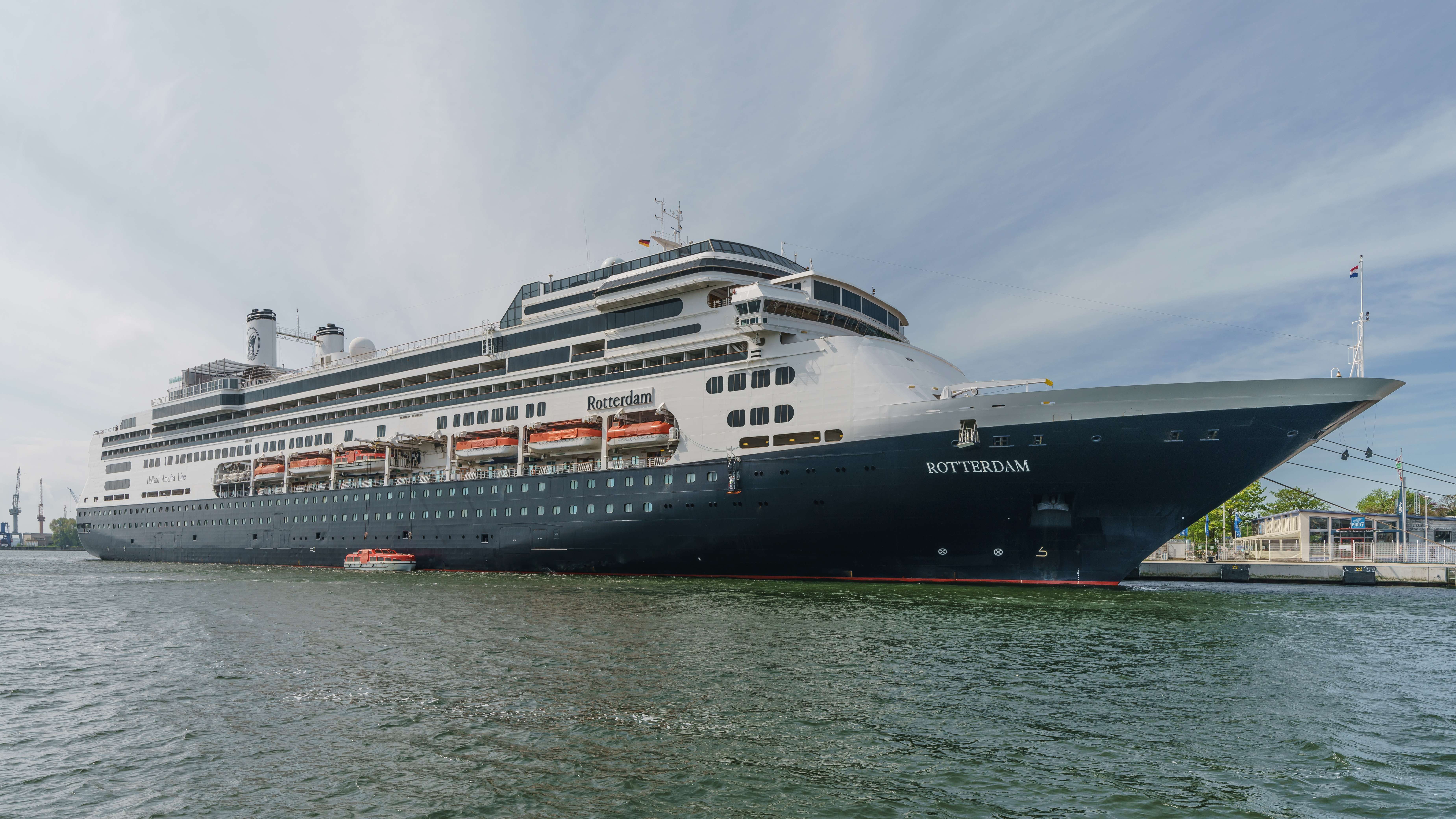
Immagine della Rotterdam

Il presidente Donald Trump ha dichiarato il 1º aprile 2020 che "dobbiamo aiutare le persone sulle navi" e che erano in corso discussioni col Canada e col Regno Unito "per organizzare voli per il rimpatrio". Secondo le notizie del 2 aprile, quel pomeriggio le navi avrebbero potuto attraccare a Port Everglades. La linea di crociera stava prendendo accordi per i passeggeri che erano in grado di viaggiare da altri paesi per partire con un aereo noleggiato, direttamente dalla nave per l'autobus e poi per l'aereo. Dei 442 passeggeri sulla Zaandam e degli 808 passeggeri sulla Rotterdam c'erano 107 passeggeri e 143 membri dell'equipaggio che avevano mostrato sintomi simil-influenzali, e quelli che avevano sintomi lievi erano messi in quarantena in cabina. Tutto l'equipaggio, indipendentemente dalle condizioni, doveva rimanere a bordo.
Un rapporto del 4 aprile affermava che "14 persone erano in condizioni critiche" ed erano state trasferite negli ospedali della zona mentre le altre erano autorizzate a sbarcare solo quando sarebbero stati disponibili voli per le loro destinazioni.

### Greg Mortimer
Il 7 aprile 2020, il Greg Mortimer, che può contenere fino a 216 passeggeri, è rimasto bloccato in Uruguay per una settimana e ha chiesto aiuto dopo che le persone hanno iniziato a manifestare sintomi come la febbre, il che ha spinto le autorità a vietare lo sbarco. Dopo che le équipe mediche uruguaiane sono salite a bordo della nave da crociera per testare i passeggeri il 1º aprile, 81 persone sono risultate positive al test COVID-19, con sei persone evacuate e trasferite negli ospedali gravemente malate con il coronavirus.
Un rapporto dell'8 aprile affermava che la nave non aveva ancora ricevuto il permesso di attraccare, sebbene un volo di evacuazione in Australia e Nuova Zelanda fosse stato organizzato dalle autorità uruguaiane. A quel punto, 128 persone sulla nave erano risultate positive al test COVID-19. Sei erano stati trasferiti in un ospedale di Montevideo. I passeggeri provenienti da Europa e America che hanno avuto test positivi non avrebbero potuto viaggiare nei loro paesi di origine fino a quando i loro test successivi non hanno indicato risultati negativi.
Il Greg Mortimer infine attraccò a Montevideo il 10 aprile 2020. Un totale di 112 passeggeri (96 australiani e 16 neozelandesi) sono stati trasportati attraverso un corridoio umanitario di ambulanze e autobus all'aeroporto internazionale di Carrasco a Montevideo, dove sono saliti a bordo di un volo noleggiato per l'Australia. L'aereo è atterrato a Melbourne il 12 aprile 2020 e tutti i passeggeri hanno affrontato una quarantena di 14 giorni in un hotel.
Due australiani rimasero in Uruguay in terapia intensiva in un ospedale. Anche i passeggeri di altre nazionalità sono rimasti a bordo della nave in attesa di negoziati con i loro paesi di origine.

### Costa Magica

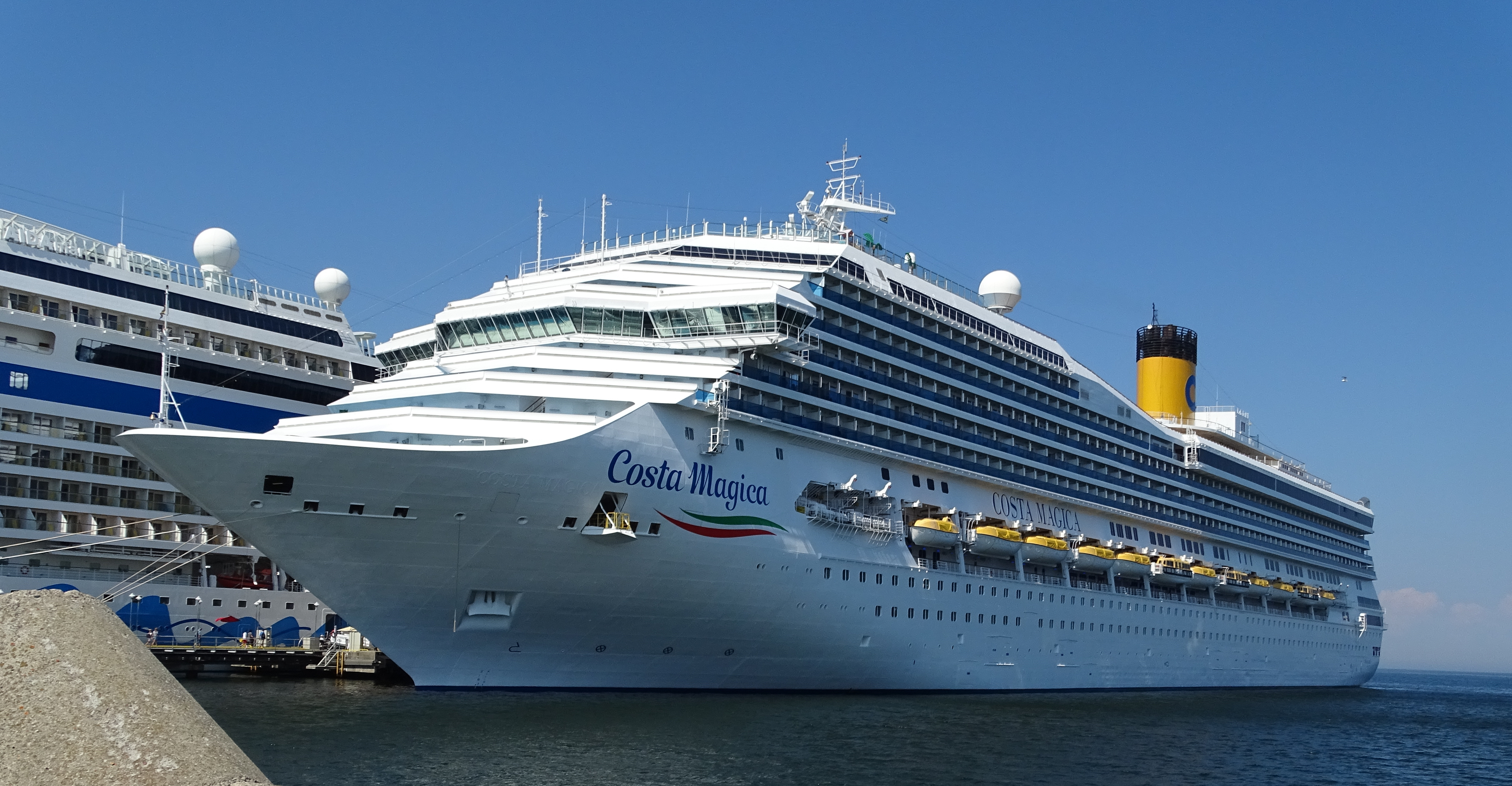
Immagine della nave

Il 12 marzo, due passeggeri a bordo della Costa Magica, durante la quarantena in Martinica, sono risultati positivi al test. La nave era partita dalla Guadalupa con 3.300 persone a bordo; l'ingresso era stato vietato in diversi porti marittimi tra cui Grenada, Tobago, Barbados e Santa Lucia, a causa della presenza di oltre 300 cittadini italiani a bordo.
Tutti i passeggeri furono fatti sbarcare e 930 membri dell'equipaggio rimasero a bordo. Alla fine, la nave si fermò a 4,8 km dalla costa al largo di Miami e il 26 marzo la Guardia costiera degli Stati Uniti riferì dell'evacuazione di sei membri dell'equipaggio malati.

### Coral Princess

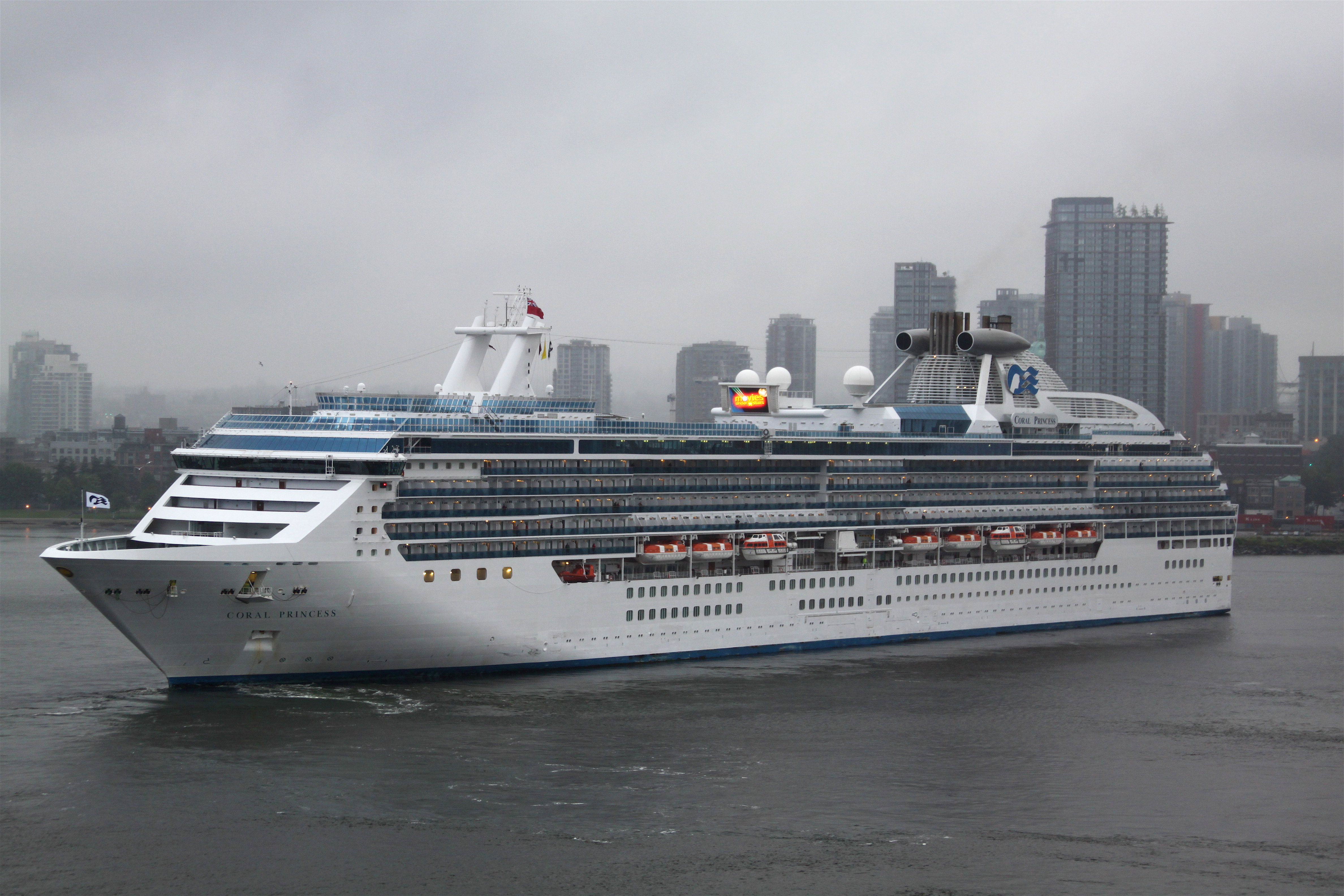
Immagine della nave

I notiziari all'inizio di aprile, hanno indicato che la Coral Princess, con 1.020 passeggeri e 878 membri dell'equipaggio, con alcuni di questi con sintomi simil-influenzali, sperava di poter attraccare a Port Everglades a Fort Lauderdale, per consentire ai passeggeri di sbarcare. Un articolo del 2 aprile 2020 affermava che "I passeggeri sono stati confinati nelle loro cabine...quando la compagnia ha notato che a bordo un numero superiore al normale di casi simil-influenzali". I rapporti hanno poi precisato che "su 13 passeggeri e membri dell'equipaggio testati per il COVID-19 a bordo della Coral Princess, 12 erano risultati positivi". I funzionari della contea di Broward, in Florida, hanno affermato che non era ancora in atto un piano per gestire la situazione.
La Coral Princess fu dirottata e finalmente fatta attaccare nel porto di Miami nel pomeriggio del 4 aprile con i suoi oltre 1.000 passeggeri e 878 membri dell'equipaggio. Un rapporto della CNN di quella sera indicava che due passeggeri erano morti e alcuni altri erano malati, inclusi i 12 che erano risultati positivi al test COVID-19. Coloro che non erano malati dovevano sbarcare quando erano disponibili voli per le loro destinazioni; questo avrebbe dovuto richiedere alcuni giorni. Un rapporto successivo, più tardi quella sera affermava che era in programma il trasporto di quattro passeggeri negli ospedali della Florida e aggiunse che 67 persone non avrebbero potuto sbarcare.
Il 6 aprile fu annunciata la morte di un terzo passeggero. Entro quel pomeriggio erano sbarcati 684 passeggeri, quelli che avevano bisogno di cure mediche erano stati prelevati dalla nave e 274 erano ancora sulla Coral Princess. I voli charter erano partiti per Canada, California, Australia e Regno Unito; altri avrebbero dovuto lasciare la Florida il giorno successivo.
La nave ha lasciato Port Miami il 10 aprile 2020 con il suo equipaggio e 13 passeggeri internazionali che non sono stati in grado di tornare nei loro paesi di origine a causa delle restrizioni di viaggio. Nessuna destinazione fu rivelata, ma sembrò che la nave sarebbe rimasta inizialmente in mare per un periodo di quarantena.

### Ruby Princess
Dal 15 marzo 2020, l'Australia ha vietato l'atracco alle navi da crociera in arrivo da porti stranieri. Tuttavia, furono concesse esenzioni per consentire a quattro navi, già in rotta verso l'Australia, di attraccare e poter far sbarcare i propri passeggeri. Il 19 marzo 2020, la Ruby Princess, che era una delle quattro navi cui era stata concessa l'esenzione, attraccò al Terminal passeggeri d'oltremare a Sydney, in Australia, dopo una crociera in Nuova Zelanda. Il 20 marzo, è stato annunciato che tre passeggeri e un membro dell'equipaggio di Ruby Princess erano risultati positivi al virus. La nave era attraccata nel porto di Sydney e i passeggeri erano sbarcati prima che i risultati risultassero positivi.
Il 24 marzo, una persona che era un passeggero della crociera dell'8-19 marzo a bordo della Ruby Princess morì dopo una diagnosi di coronavirus. Al 30 marzo, almeno 440 passeggeri (211 nel Nuovo Galles del Sud, 71 nell'Australia del Sud, 70 nel Queensland, 43 nell'Australia occidentale, 22 nel Territorio della Capitale Australiana, 18 nel Victoria, tre in Tasmania e due nel Territorio del Nord) erano risultati positivi al virus. Al 31 marzo 2020, cinque di loro erano morti, uno nel Territorio della Capitale Australiana, due in Tasmania, uno nel Nuovo Galles del Sud e uno nel Queensland. Al 13 aprile, il numero di morti tra i circa 1.700 australiani che erano stati passeggeri a bordo della nave era arrivato a 18. Il bilancio delle vittime ha raggiunto le 22 il 13 maggio 2020, inclusi due decessi negli Stati Uniti.
La nave è stata autorizzata ad attraccare a Port Kembla il 6 aprile dopo essere stata in mare fuori Sydney dal 20 marzo. La nave ha lasciato Port Kembla il 23 aprile. La polizia del Nuovo Galles del Sud ha avviato un'indagine penale per determinare il motivo per cui alla nave era stato consentito di attraccare e ai passeggeri di sbarcare, senza essere stata messa in quarantena. Gli investigatori della Task Force Bast hanno sequestrato il registratore di dati di viaggio "scatola nera" della nave (simile a un registratore di volo).

### MS Braemar

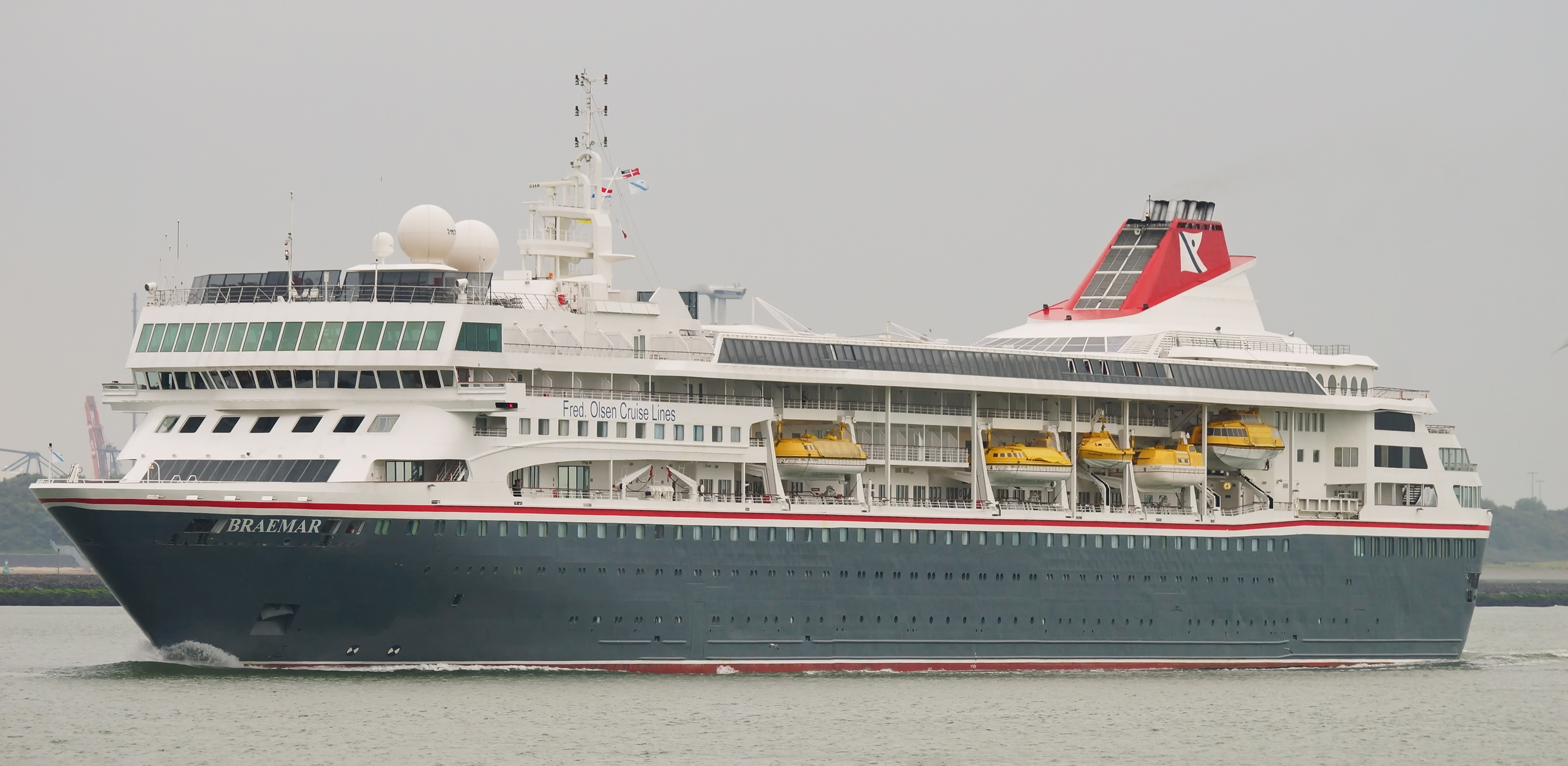
Immagine della nave

Il 13 marzo 2020, cinque passeggeri sono risultati positivi al virus a bordo della MS Braemar. Di conseguenza, alla nave fu negato l'ingresso nella sua destinazione, le Bahamas. I pazienti infetti sono stati scoperti dopo che un ex passeggero della crociera era risultato positivo nella provincia canadese dell'Alberta. Il passeggero infetto sbarcò a Kingston, in Giamaica, ma non si è saputo dove abbia contratto la malattia.
Dopo il rifiuto di Saint Martin di far attracare la nave, Cuba il 17 marzo ha fatto evacuare tutti i passeggeri del Regno Unito.

### Costa Luminosa

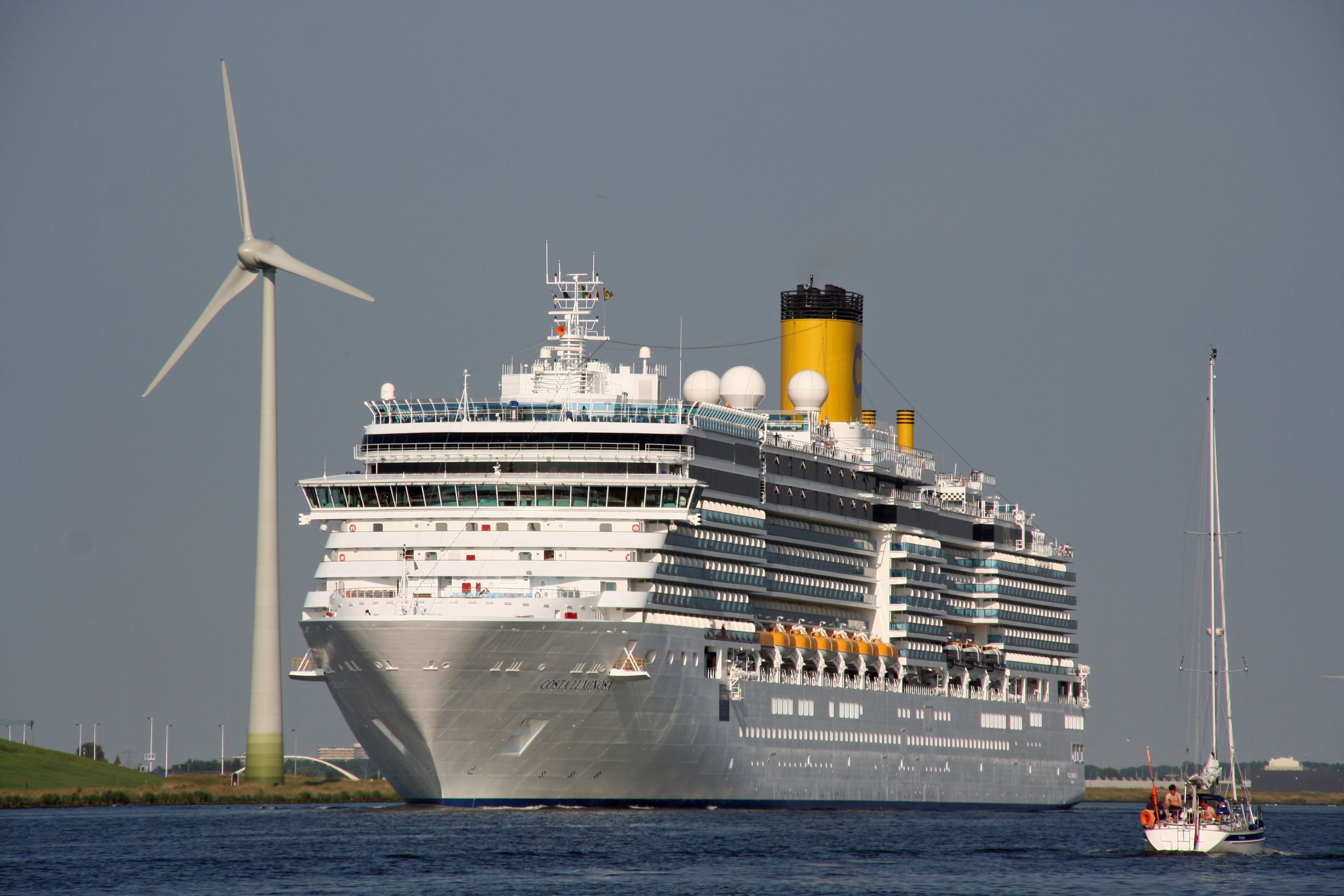
Immagine della nave

Il 29 febbraio 2020, un uomo italiano di 68 anni in condizioni critiche è stato trasferito dalla Costa Luminosa in un ospedale delle Isole Cayman a causa di problemi cardiaci. Il 12 marzo, l'autorità dei servizi sanitari delle Isole Cayman annunciarono che l'uomo era il loro primo caso confermato di coronavirus. La sua morte fu annunciata due giorni dopo.
L'8 marzo, una donna italiana di 68 anni è stata messa in quarantena nel territorio degli Stati Uniti a Porto Rico. Era arrivata lì attraverso la Costa Luminosa, una nave da crociera che era partita da Fort Lauderdale, in Florida, negli Stati Uniti Il 13 marzo lei, suo marito e una terza persona risultarono positivi al test, diventando così i primi casi confermati a Porto Rico.
Il 19 marzo la nave fece sbarcare più di 350 passeggeri, di questi 36 risultarono positivi al test quattro giorni più tardi il 23 marzo.
Il 21 marzo è stata riportata la notizia della morte della donna italiana in quarantena a Portorico.

### Silver Explorer
La Silver Explorer attraccò a Castro, in Cile, con 111 passeggeri e 120 membri dell'equipaggio, dopo che un uomo di 83 anni risultò positivo al virus.

### Silver Shadow
Alla Silver Shadow è stato impedito lo sbarco dei suoi 608 passeggeri e membri dell'equipaggio nel porto di Recife in Brasile, poiché un canadese di 78 anni era stato sospettato di aver contratto il virus. Due passeggeri sono stati fatti sbarcare a causa delle loro condizioni mediche, uno di loro è risultato positivo al virus. Un canadese è morto per la malattia il 26 marzo. Anche sua moglie è risultata positiva al virus.

### Disney Wonder

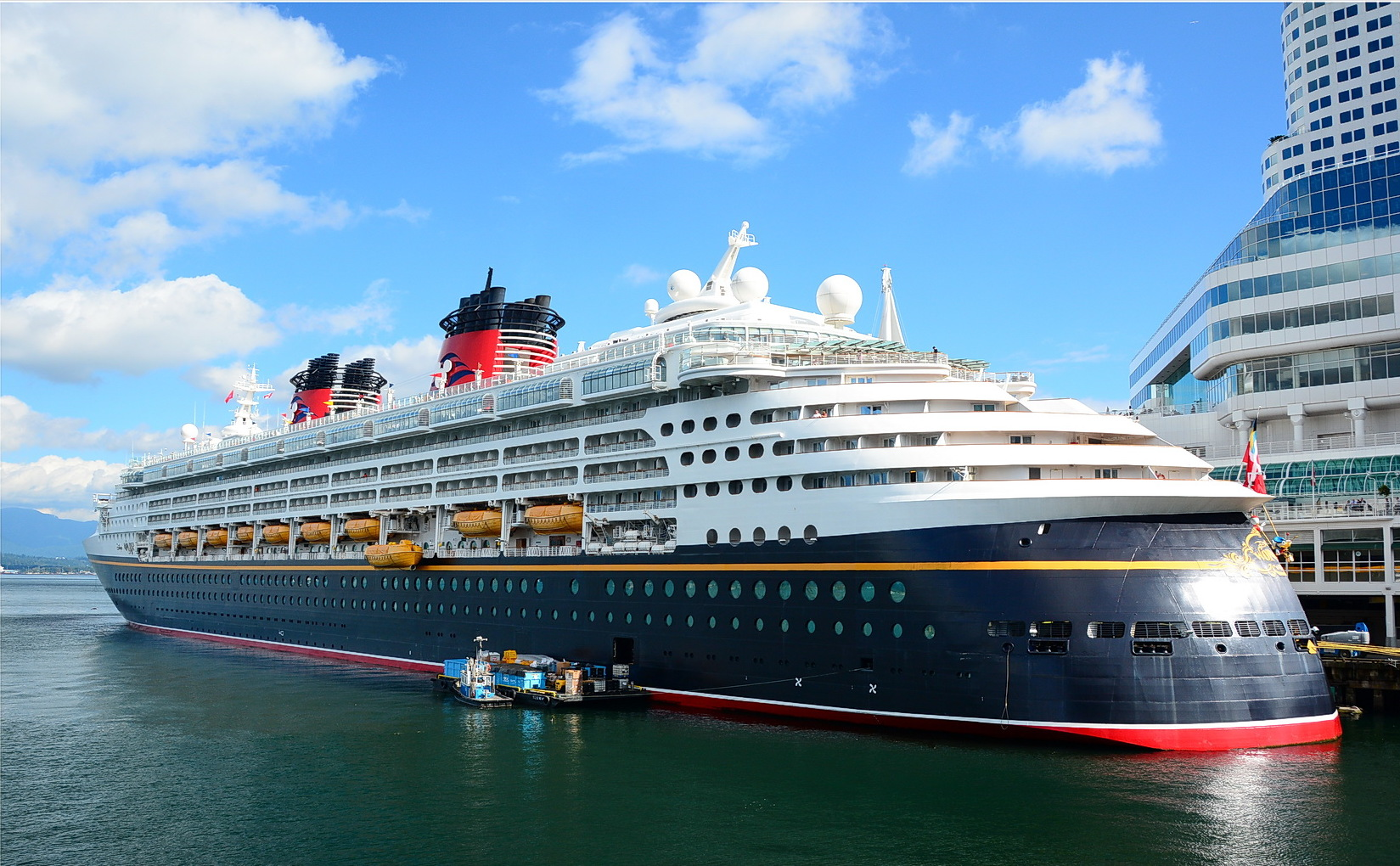
Immagine della nave

La Disney Wonder arrivò al porto di San Diego il 19 marzo 2020, dove sbarcarono 1.980 passeggeri; non ci sono notizie di sintomi simil-influenzali Al 5 aprile, secondo un rapporto di Cruise Law News, 38 membri dell'equipaggio sarebbero stati positivi. La Disney Cruise Line, tuttavia, ha detto ad altri media che nessuno dell'equipaggio si era dimostrato positivo.
Un passeggero sbarcato a San Diego il 20 marzo ha riferito che nessuna attività di screening sanitario, come le domande relative alla salute o la misurazione della temperatura, si è verificata al momento dello sbarco e che l'unico screening sanitario che si è verificato è stato durante il check-in due settimane prima.
L'equipaggio è stato nuovamente testato per il virus a metà maggio, con circa 200 membri dell'equipaggio risultati positivi.

### MSC Bellissima
Il 21 marzo 2020, dei funzionari dello stato indiano di Telangana hanno riferito che un membro dell'equipaggio di 33 anni della MSC Bellissima si era dimostrato positivo al virus. È stato anche riferito che il membro dell'equipaggio era a Dubai, ed era stabile al momento del rapporto.
Il 24 marzo 2020, è stato riferito che tre azoreani che erano ex passeggeri di MSC Bellissima durante la sua crociera a Dubai dal 7 marzo 2020 al 14 marzo si erano dimostrati positivi.
Il 2 aprile 2020, un membro dell'equipaggio di 22 anni dell'MSC Bellissima, che si era messo in quarantena a casa a Trappeto, in Sicilia dopo il ritorno da Dubai, annunciò di essersi risultato positivo quel giorno.
Il 10 aprile 2020, una ballerina di Klagenfurt, in Austria, che si esibì nel Cirque du Soleil a bordo della MSC Bellissima, risultò positiva per il virus mentre era ancora a bordo della nave. Il membro dell'equipaggio è stato testato il giorno prima che fosse programmata per partire per casa, e il risultato è stato una sorpresa poiché era asintomatica. Dal 4 maggio 2020, è rimasta bloccata a bordo della MSC Bellissima per 50 giorni.

### Horizon

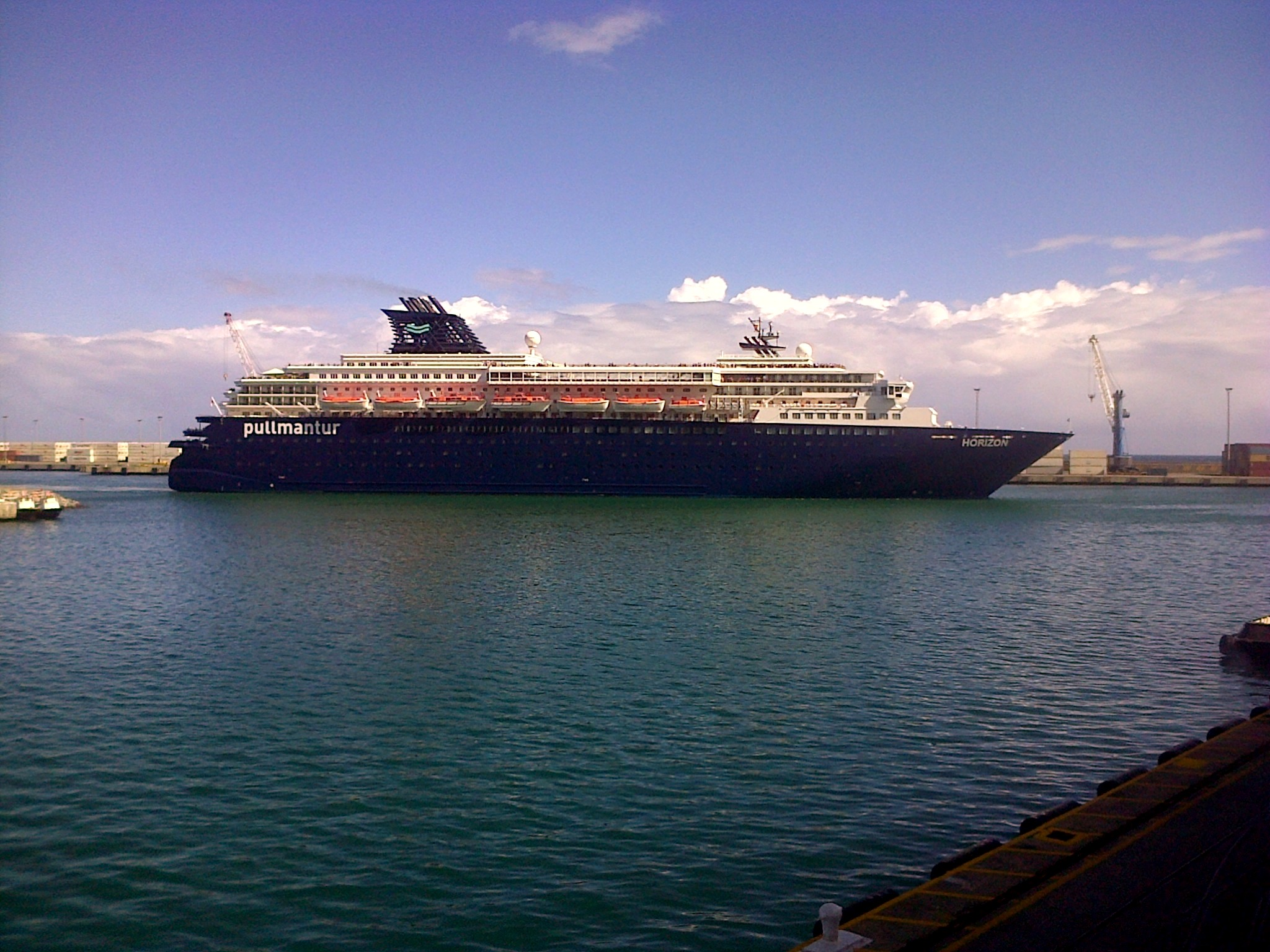
Immagine della nave

Un membro dell'equipaggio anonimo della Horizon ha riferito il 28 marzo 2020 che un membro dell'equipaggio era risultato positivo al COVID-19 il 26 marzo 2020. Con circa 250 membri dell'equipaggio e appaltatori a bordo, la nave era attraccata a Port Rashid a Dubai il 15 marzo 2020, e da allora l'equipaggio è stato isolato e bloccato.
Il 20 marzo 2020, un altro membro dell'equipaggio ha riferito che su 20 membri dell'equipaggio testati, 11 erano positivi. Un altro membro dell'equipaggio ha riferito il 4 aprile 2020 che, a partire dal 2 aprile 2020, tutti i membri dell'equipaggio venivano sottoposti a test e il 4 aprile 2020 i risultati venivano consegnati ai membri dell'equipaggio individualmente. Quasi la metà o più della metà dell'equipaggio si è dimostrata positiva.

### Pride of America
L'8 aprile 2020 il Dipartimento dei trasporti delle Hawaii ha riferito che sei membri dell'equipaggio della Pride of America erano risultati positivi al coronavirus. Due membri dell'equipaggio furono portati in ospedale per le cure, mentre gli altri pazienti furono isolati a bordo della nave. Un altro caso positivo è stato successivamente annunciato, portando il numero totale di casi a sette.
A seguito della sospensione delle operazioni di crociera per mitigare l'effetto della pandemia, Pride of America non trasportava passeggeri dal 14 marzo 2020 ed è attualmente attraccato al porto di Honolulu, con 500 membri dell'equipaggio. È previsto che la nave si recherà sulla terraferma con 200 membri dell'equipaggio, dopo che 300 saranno fatti rientrare nei loro stati di origine.

### Norvegian Bliss
Il 18 marzo 2020, è stato riferito che Norwegian Cruise Line aveva inviato una lettera ai passeggeri che avevano prenotato una crociera sulla Norwegian Bliss per avvisarli che un bambino di 2 anni che ha viaggiato a bordo della nave durante il viaggio del 1 marzo 2020 era risultato positivo al COVID-19 ". Sebbene i passeggeri che hanno ricevuto la lettera hannp dichiarato di voler riprogrammare la crociera, la Norwegian Cruise Line ha rifiutato la loro richieste. Di conseguenza, alcune persone che hanno deciso di non imbarcarsi nella crociera hanno perso migliaia di dollari, mentre altre che hanno scelto di rischiare l'infezione partecipando alla crociera hanno mostrato sintomi della malattia durante la crociera.

### Ovation of the Seas

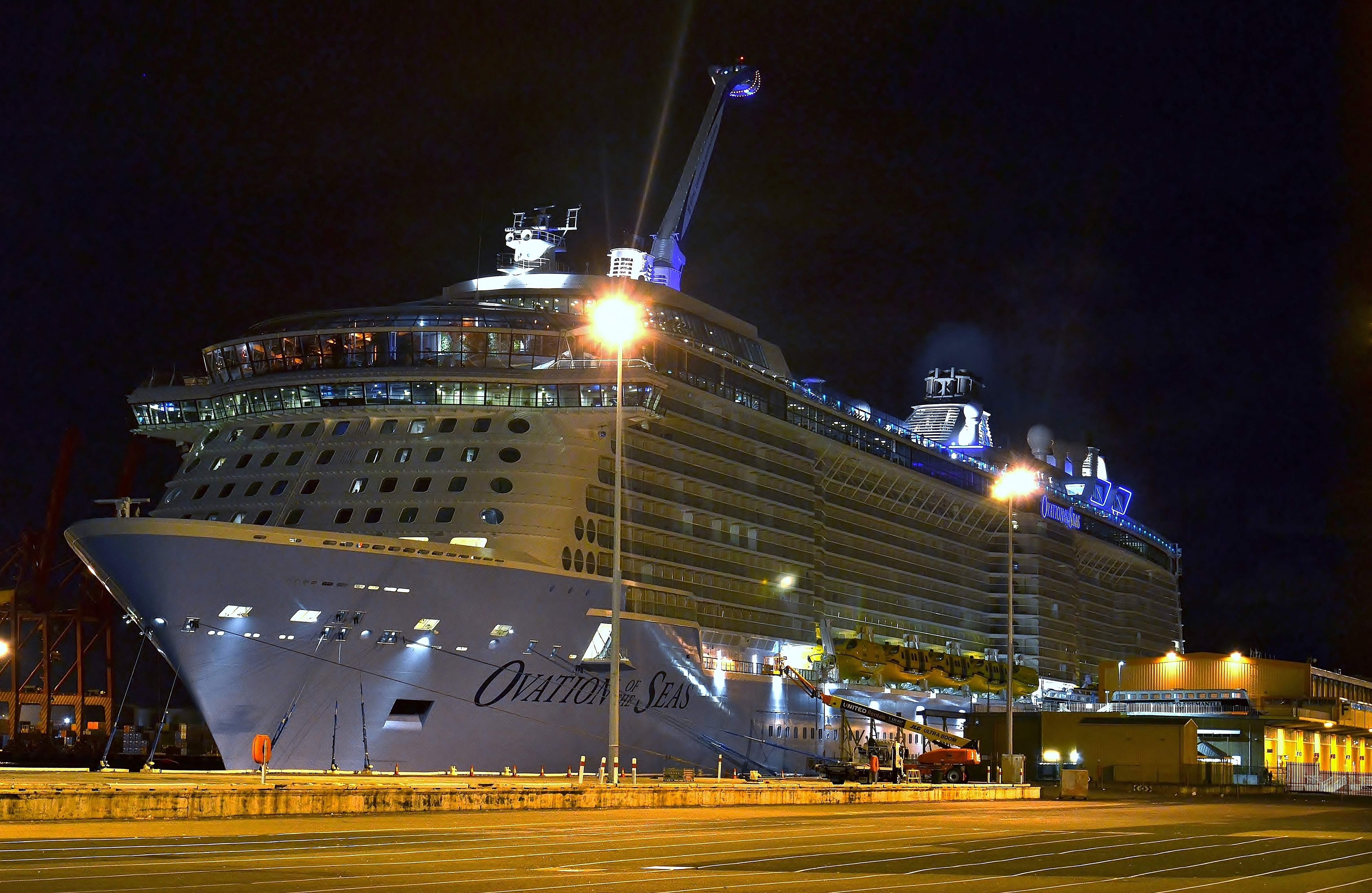
Immagine della nave

Nel marzo 2020 a migliaia di passeggeri fu ordinato di autoisolarsi dopo essere sbarcati dalla Ovation of the Seas a Sydney, in Australia il 18 marzo a causa della paura del COVID-19. L'Health ha riportato il primo caso positivo associato allq Ovation of the Seas il 21 marzo 2020. 79 passeggeri sono risultati positivi al test. Dal 1º aprile, la nave era situata al largo delle coste del Nuovo Galles del Sud. L'International Transport Workers 'Federation aveva invitato il governo australiano a consentire lo sbarco dei membri dell'equipaggio in modo da poter essere trasportati in aereo nei loro paesi di residenza.
La nave partì dall'Australia il 4 aprile 2020 con il suo equipaggio.

### Costa Favolosa
La Costa Favolosa è partita dalla Guadalupa, sei passeggeri risultarono positivi al COVID-19. Il 26 marzo, quando la nave si fermò a tre miglia al largo di Miami, la Guardia Costiera degli Stati Uniti comunico l'evacuazione di sette membri dell'equipaggio malati, su 1.009 che rimasero a bordo. L'8 aprile 2020 un membro dell'equipaggio indiano è morto a causa della malattia dopo essere stato ricoverato in ospedale a Miami il 29 marzo.

### MSC Splendida
Il 23 marzo 2020, intorno alle 14:00, un membro dell'equipaggio thailandese che lavorava a bordo della MSC Splendida come assistente a buffet è stato evacuato dal punto di vista medico tramite una scialuppa di salvataggio dopo che aveva mostrato sintomi coerenti con la malattia di coronavirus e aveva difficoltà a respirare. Al tempo, la nave era vicino alla Sardegna e si diresse a Marsiglia per far sbarcare tutti i suoi passeggeri.
Il 24 marzo 2020, MSC Crociere ha informato l'equipaggio che il membro dell'equipaggio malato era risultato negativo. Tuttavia, due giorni dopo, il 26 marzo, è stato riferito che il membro dell'equipaggio malato era stato nuovamente testato e, questa volta, il test era risultato positivo. Di conseguenza, 16 membri dell'equipaggio furono messi in quarantena. Successivamente la nave attraccò a Genova in modo che alcuni membri dell'equipaggio potessero sbarcare.
Al 1º aprile 2020, 26 membri dell'equipaggio erano stati messi in quarantena, con 3 membri dell'equipaggio con una temperatura elevata.

### Sun Princess
La nave della Princess Cruises la Sun Princess non è stata autorizzata ad attraccare in un porto del Madagascar il 13 febbraio 2020, poiché aveva visitato la Thailandia meno di 14 giorni prima. La nave attraccò all'isola francese della Riunione il 1º marzo, ma i passeggeri furono accolti da una folla di circa 30 persone che insistette sul fatto che i passeggeri fossero testati e cercarono di impedire loro di lasciare l'area portuale. Sono stati lanciati oggetti contro i passeggeri e la polizia ha lanciato gas lacrimogeni. La Princess Cruises disse che non c'erano prove di SARS-CoV-2 sulla nave.
Il 26 marzo 2020, il Dipartimento della salute dell'Australia occidentale ha annunciato che un passeggero della Sun Princess era risultato positivo al virus.

### Voyager of the Seas
I passeggeri sono sbarcati dalla Voyager of the Seas a Sydney, in Australia, il 18 marzo. Il NSW Health ha riportato i primi casi positivi associati alla Voyager of the Seas il 21 marzo 2020.
Un uomo di Toowoomba, nel Queensland, fu infettato sulla nave e fu inviato in un reparto di terapia intensiva in un ospedale di Toowoomba dopo essere sbarcato, ma morì. Il 2 aprile 34 passeggeri e 5 membri dell'equipaggio erano risultati positivi al test nel solo Nuovo Galles del Sud.
La nave partì dall'Australia il 4 aprile 2020 con il suo equipaggio.

### Costa Victoria
La Costa Victoria lasciò Dubai il 7 marzo 2020. Una donna argentina fu testata e risultò positiva e sbarcò a Creta. 726 passeggeri furono messi in quarantena e riuscirono a partire solo dopo che la nave attraccò a Civitavecchia, in Italia, il 25 marzo.

### MSC Seaview
Il 30 aprile 2020, il giornale A Tribuna ha riferito che l'Agenzia sanitaria brasiliana ha confermato la positività di 10 membri dell'equipaggio del MSC Seaview. La nave entrò in quarantena nel porto di Santos lo stesso giorno, poco dopo la notifica.
Il 5 maggio 2020, Empresa Brasil de Comunicação ha comunicato che a bordo c'erano 80 casi confermati di coronavirus, e altri 30 casi sospetti, su un totale di 615 membri dell'equipaggio a bordo. Più tardi quel giorno, il numero di casi confermati salì a 86.

### Mein Schiff 3
Il 1º maggio 2020, TUI Cruises ha confermato che un membro dell'equipaggio a bordo della loro nave la Mein Schiff 3 era risultato positivo al virus. All'epoca, la nave si trovava a Cuxhaven, in Germania, con 2899 membri dell'equipaggio a bordo, un numero normalmente molto insolito per una nave da crociera, ma fu a causa del trasferimento dei membri dell'equipaggio da altre navi, tra cui Mein Schiff 4 e Mein Schiff 6, su questa nave. I membri dell'equipaggio a bordo della Mein Schiff 3 si sono fortemente lamentati della cattiva gestione e della difficoltà di tentare di isolare una nave così affollata. È stato anche sottolineato che la dichiarazione di TUI Cruises conteneva inesattezze di fatto.
Il 3 maggio 2020, l'intero equipaggio della Mein Schiff 3 è stato testato, con 8 test positivi e circa un terzo dei test era ancora in fase di elaborazione. Il resto dei test è stato elaborato il 6 maggio 2020, a quel punto sono stati trovati in totale 9 casi positivi.

### MSC Preziosa
Il 1º maggio 2020, CrewCenter ha riferito che due membri dell'equipaggio a bordo della MSC Preziosa erano risultati positivi al virus. Il primo risultato positivo è stato annunciato dall'equipaggio il 30 aprile 2020 e il secondo il 1 maggio. I risultati positivi sono stati una sorpresa per molti membri dell'equipaggio, poiché nessuno era salito a bordo della nave dal 23 marzo, ben oltre un mese prima, e tutti i membri dell'equipaggio si erano isolati nelle cabine degli ospiti dall'11 aprile, quasi tre settimane prima.

### Seven Seas Navigator
Il 21 maggio è stato riferito che un membro dell'equipaggio femminile a bordo della Seven Seas Navigator era risultato positivo al virus e che anche un secondo membro dell'equipaggio mostrava i sintomi del virus. La nave aveva successivamente richiesto l'ingresso nel porto di Barcellona e il Ministero della Salute ha concesso a loro un'eccezione per farlo. Dopo l'attracco, entrambi i membri dell'equipaggio malati furono sottoposti al test sierologico ed entrambi risultarono positivi. Entrambi i membri dell'equipaggio sono stati isolati e il resto dei circa 450 membri dell'equipaggio della nave sono stati messi in quarantena.

### Celebrity Flora
Il 14 aprile 2020, il Comitato provinciale per le operazioni di emergenza delle Isole Galápagos dell'Ecuador ha comunicato che 69 membri dell'equipaggio della Celebrity Flora erano stati sottoposti al test e 48 di loro risultarono positivi al coronavirus. I membri positivi dell'equipaggio rimasero isolati a bordo della nave, situata nell'isola di Baltra. I nuovi casi hanno aumentato il numero dei casi nelle isole a 72.

### Monarch
Il 14 marzo, il Panama ha rimpatriato 1.504 turisti colombiani dalla nave da crociera MS Monarch. Da quando il porto di Cartagena, in Colombia, è stato chiuso, la gente ha dovuto volare da Colón, Panama. Circa 300 persone stavano ancora aspettando di acquistare i biglietti.
Il 17 aprile 2020, un membro dell'equipaggio dell'Honduras è morto a causa del virus in un ospedale di Panama. Era stato evacuato dal punto di vista medico dopo aver avuto difficoltà a respirare e si era rivelato positivo in ospedale.

### Oasis of the Seas
Il 29 marzo 2020, il Miami Herald ha riferito che 14 membri dell'equipaggio dell'Oasis of the Seas erano risultati positivi al coronavirus. A quel tempo, la nave era stata ancorata vicino a Port Miami da metà marzo. I passeggeri erano tornati nei loro paesi di origine, ma la nave era rimasta nell'area. Al 10 aprile 2020, sette membri dell'equipaggio erano stati portati negli ospedali vicini. Un membro dell'equipaggio, un barista filippino, morì di COVID-19 il 18 aprile. Un altro membro dell'equipaggio, un cameriere indonesiano di 41 anni, è morto a causa della malattia in un ospedale di Fort Lauderdale il 20 aprile 2020. Un terzo membro dell'equipaggio, un impiegato a lungo termine che ha lavorato nella sala degli inceneritori, è morto in un ospedale della contea di Broward la mattina del 3 maggio 2020.

### Liberty of the Seas
I funzionari del porto di Galveston hanno confermato il 30 marzo 2020 che due membri dell'equipaggio di Liberty of the Seas erano risultati positivi al coronavirus. Uno era asintomatico e rimase in quarantena a bordo della nave, mentre l'altro, che mostrava sintomi visibili, sbarcò e fu ricoverato in ospedale a Galveston, in Texas. La nave lasciò il porto lo stesso giorno e tornò in porto il 15 aprile 2020 dopo aver trascorso circa due settimane al largo della costa del Texas.

### Adventure of the Seas
Il 22 maggio 2020, Loop Jamaica ha riportato che 5 membri dell'equipaggio dell'Adventure of the Seas recentemente rimpatriati in Giamaica erano risultati positivi al virus. La nave si era attraccata a Falmouth, in Giamaica, il 19 maggio 2020, dopo essere andata alla deriva nelle acque dei Caraibi in attesa di un approdo, perché la Giamaica aveva chiuso i suoi confini. A bordo c'erano 1044 membri dell'equipaggio giamaicani, tutti da rimpatriare e testare, e oltre 300 membri dell'equipaggio che erano cittadini stranieri, ai quali non sarebbe stato permesso di sbarcare.
Il 24 maggio, 9 membri dell'equipaggio risultarono positivi, al 26 maggio,19 erano risultati positivi e 624 negativi.

## Risposta dei governi

### Restrizioni sull'attracco
Diversi stati hanno posto limitazioni agli attracchi per prevenire la diffusione del coronavirus.
- Australia: dal 15 marzo ha vietato l'attracco a tutte le navi da crociera in arrivo da porti stranieri, e il 27 marzo ha ordinato a tutte le navi battenti bandiera straniera di lasciare il paese.[292] Tuttavia, i 2.700 passeggeri scaricati a Sydney il 19 marzo dalla australiana Ruby Princess avevano causato oltre il 10% di tutti i casi COVID-19 nel paese al 10 aprile, e alcuni operatori navali hanno contestato l'ordine del governo australiano in tribunale.[292] Il 20 maggio il ministro della salute ha prorogato lo stop alle navi da crociera con più di 100 passeggeri, sino al 17 settembre.[293][294]
- Canada: ha bloccato tutte le navi che trasportavano oltre 500 persone all'attracco in Canada dal 13 marzo al 1º luglio 2020.[295]
- Nuova Zelanda: ha vietato a tutte le navi da crociera di entrare in Nuova Zelanda dal 14 marzo 2020 sino al 30 giugno, le navi già presenti nelle acque della Nuova Zelanda sono state autorizzate a completare il loro itinerario.[296]
- Seychelles: il governo delle Seychelles ha sospeso tutte le autorizzazioni per le navi da crociera fino al 2022.[297]
- Stati Uniti: la Guardia costiera degli Stati Uniti ha dichiarato che le navi battenti bandiera straniera che trasportavano più di 50 persone non dovevano attraccare in Florida, Georgia, Carolina del Sud e Portorico dal 29 marzo, e che invece avrebbero dovuto prepararsi a curare i passeggeri e l'equipaggio malati a bordo e provare a evacuare dal punto di vista medico i malati nei loro paesi di origine.[298]

### Avvisi
- Germania: il team di gestione delle crisi del governo federale tedesco ha dichiarato il 4 marzo 2020, a seguito di numerosi focolai effettivi e sospetti su navi da crociera, "Il Ministero degli Esteri federale ha incluso nei suoi consigli di viaggio che esiste un aumento del rischio di quarantena sulle navi da crociera".[299]
- Nuova Zelanda: la Nuova Zelanda ha sconsigliato tutti i viaggi non indispensabili, comprese le navi da crociera.[296]
- Stati Uniti: i Centri per il controllo e la prevenzione delle malattie ha affermato che "episodi di COVID-19 su navi da crociera comportano un rischio per una rapida diffusione della malattia oltre il viaggio" e che sono necessari sforzi concreti per contenere la diffusione".[300] Un rapporto della Guardia costiera degli Stati Uniti del 4 aprile 2020 affermava che "ci sono 114 navi da crociera, che trasportano 93.000 membri dell'equipaggio, dentro o vicino ai porti e alle acque degli Stati Uniti e altre 41 navi da crociera, con 41.000 membri dell'equipaggio, sono in corso e vicine agli Stati Uniti ".[301]

### Proposta di regole internazionali
In risposta all'azione ritardata sull'epidemia di coronavirus a bordo di Diamond Princess e alla confusione sull'epidemia a bordo di Costa Atlantica, il Giappone ha stanziato circa 60 milioni di yen giapponesi per la ricerca sullo sviluppo di una serie di norme internazionali per affrontare gli scoppi di malattie infettive a bordo delle navi da crociera. Il governo sperava che le regole fossero adottate da altri paesi e da organismi internazionali come l'Organizzazione marittima internazionale e l'Organizzazione mondiale della sanità.

## Risposta delle compagnie croceristiche
L'11 marzo 2020, Viking Cruises ha sospeso le operazioni per la sua flotta composta da 79 navi fino alla fine di aprile, annullando tutte le crociere oceaniche e fluviali, dopo che era stato rivelato che un passeggero in crociera in Cambogia era stato esposto al virus durante il transito attraverso l'aereo, mettendo almeno altri 28 passeggeri in quarantena.
Allo stesso modo, il 12 marzo, Princess Cruises, proprietario delle navi Diamond Princess e Grand Princess colpite da virus, ha sospeso tutte le operazioni per le crociere future sulla sua flotta di 18 navi per 60 giorni.
Tutte le compagnie di crociera il 14 marzo hanno sospeso le partenze dagli Stati Uniti.

## Impatto economico
Lo stock di navi da crociera è calato bruscamente il 27 marzo 2020 quando il pacchetto di aiuti da 2 trilioni di dollari USA approvato dal Congresso degli Stati Uniti e firmato dal presidente Trump ha escluso le società che non sono "organizzate" secondo la legge degli Stati Uniti. Carnival Corporation & plc è registrata a Panama, Inghilterra e Galles; Royal Caribbean International è noleggiata in Liberia e Norwegian Cruise Line Holdings è domiciliata in Bermuda. Il senatore Sheldon Whitehouse, ha twittato: "Le gigantesche compagnie di crociera incorporano oltremare per schivare le tasse statunitensi, tengono bandiera non statunitense per evitare le tasse e le leggi statunitensi e inquinare senza compensazione. Perché dovremmo salvarle?". Il senatore Josh Hawley (R-MO) ha twittato che le compagnie di crociera dovrebbero registrarsi e pagare le tasse negli Stati Uniti se si aspettano un salvataggio finanziario. I dipendenti con sede negli Stati Uniti e le navi passeggeri di proprietà americana potranno ancora beneficiare di assistenza finanziaria. Le azioni Carnival Cruise Line sono diminuite del 75% tra il 1º gennaio e il 31 marzo 2020 e i pagamenti dei dividendi agli azionisti sono stati sospesi. Il 31 marzo, Carnival ha annunciato l'intenzione di emettere 1,25 miliardi di dollari in azioni e 4,75 miliardi di dollari in scadenza nel 2023. La Cruise Lines International Association, un'associazione commerciale di compagnie di crociera, afferma che l'industria delle crociere sostiene 400.000 posti di lavoro negli Stati Uniti d'America.